# سوخو-۵۷

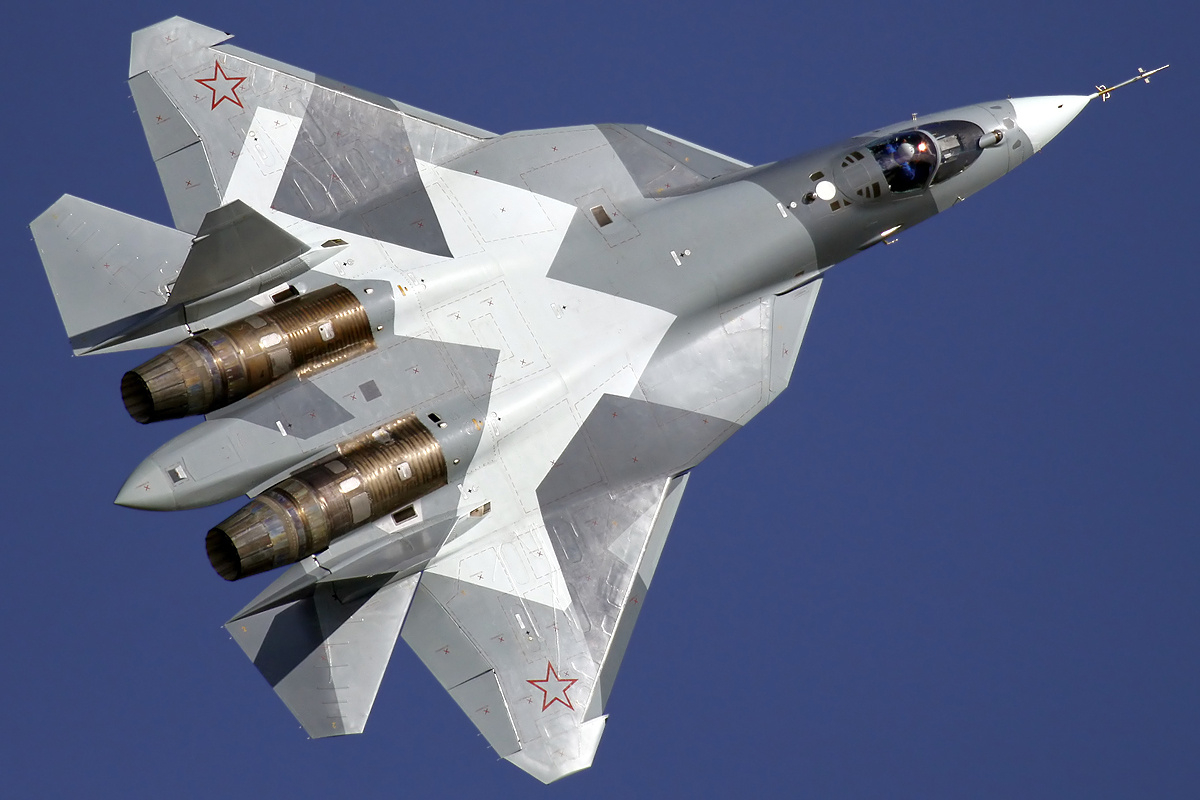

سوخو سو-۵۷ (به روسی: Сухой Су-57) (نام‌گذاری در ناتو: Felon) یک جنگنده برتری هوایی چندمنظوره نسل پنجم ساخت روسیه است که از سال ۲۰۰۲ تاکنون درحال ساخت و توسعه است.
این جنگنده به گونه‌ای طراحی شده تا توانایی پرواز ابرپیمایشی، ابرچابکی و پنهان‌کاری داشته باشد و با برخورداری از اویونیک پیشرفته بتواند از راه جنگ الکترونیک در زمین و دریا بر جنگنده‌های نسل چهارم چیره شود. بنابر گفتهٔ نیروی هوایی روسیه، جنگندهٔ سوخو-۵۷ در آینده جایگزین میگ-۲۹ و سوخو-۲۷ خواهد شد و آن دو جنگنده را بازنشسته خواهد کرد.
این جنگنده در آغاز پروژه و تولید پیش‌نمونه‌ها از موتور AL-41F1 بهره برد که مدلی توسعه‌یافته از موتور ساترن ای‌ال-۳۱ است. سپس موتور Saturn izdeliye 30 که در واپسین مراحل ساخت قرار دارد برای این جنگنده پیشنهاد شده است که در سال ۲۰۲۰ بر روی سوخو-۵۷ نصب خواهد شد. انتظار می‌رود طول عمر این جنگنده ۳۵ سال باشد.

## توسعه

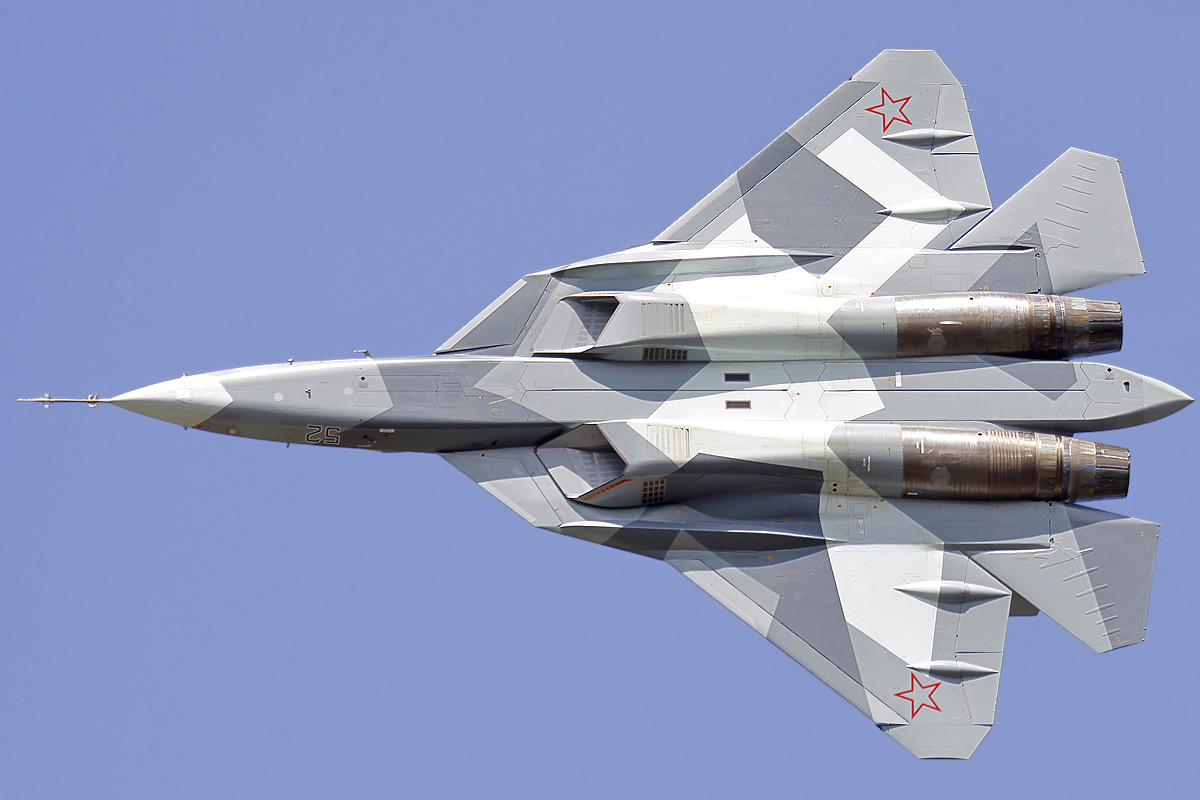

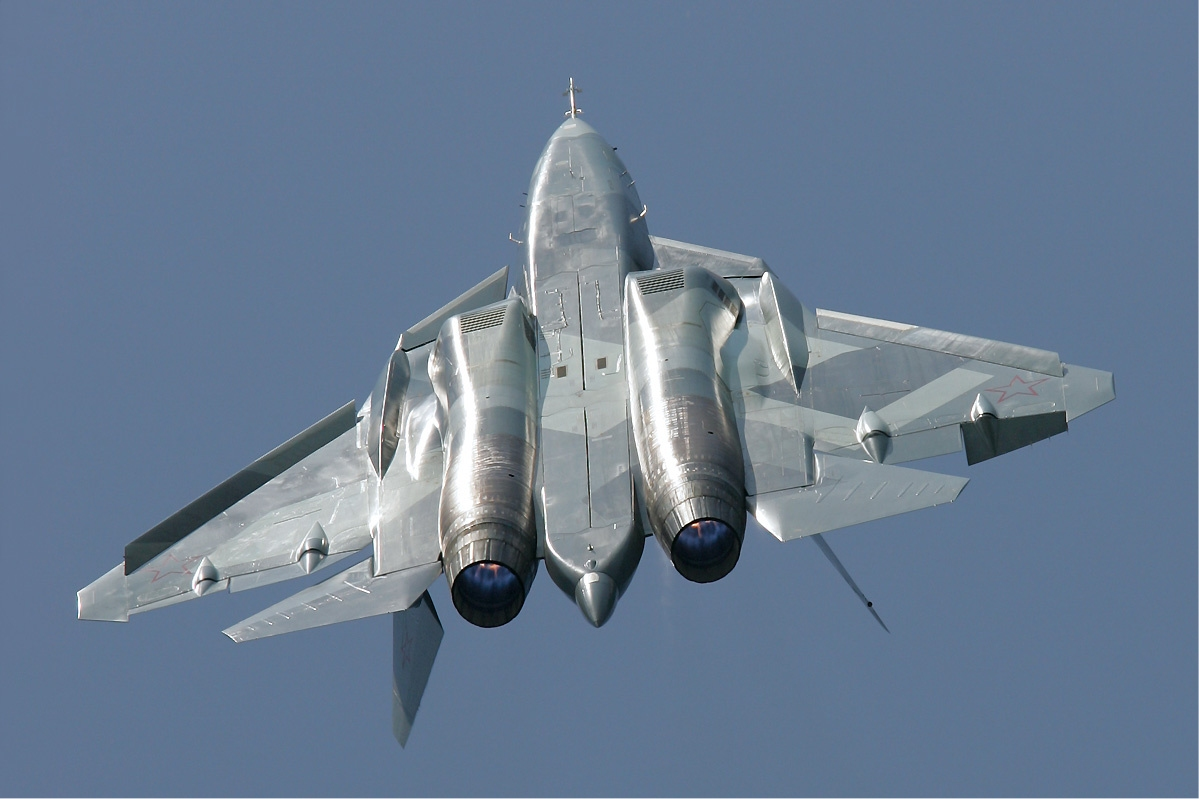

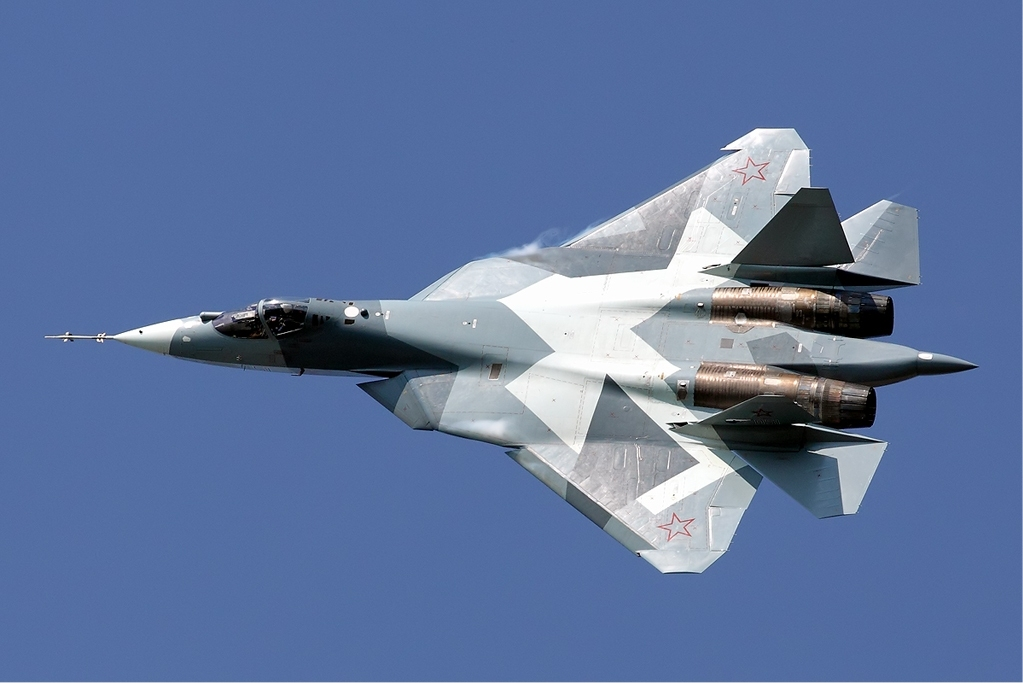

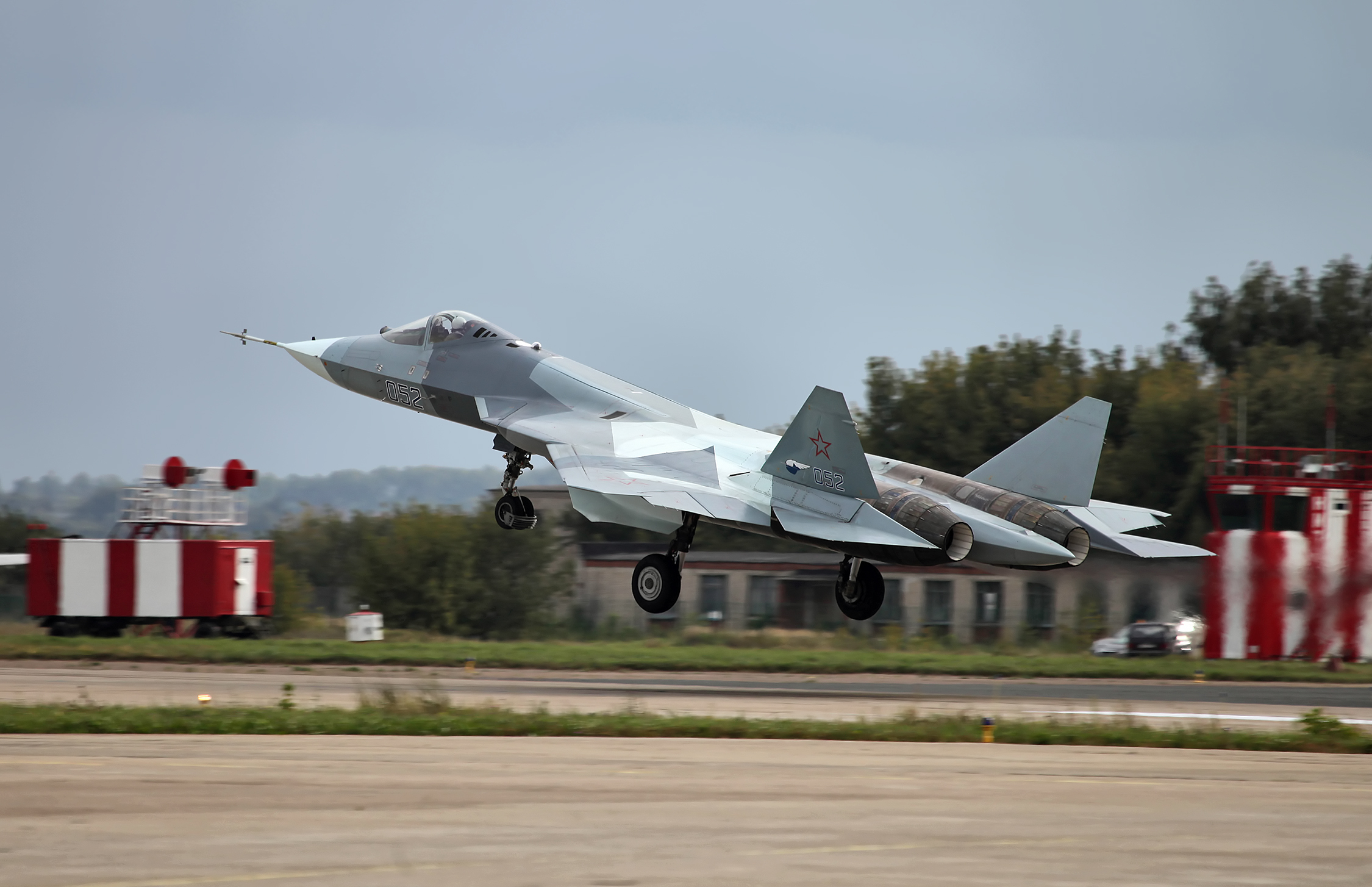

### پیدایش
در سال ۱۹۷۹ میلادی، اتحادیه جماهیر شوروی نیاز خود را برای نسل جدیدی از هواپیماهای جنگنده به صنایع دفاعی روسیه اعلام کرد که طبق برنامه قرار بود در دهه ۱۹۹۰ میلادی به تولید انبوه برسد. برای رسیدن به این هدف، پروژه‌ای با نام I-90 در دستور کار جای گرفت و بنا بر این بود تا هواپیمای آینده، توانایی بسیار بالایی در پشتیبانی هوایی نزدیک داشته باشد تا درنهایت بتواند همهٔ هواپیماهای تک‌سرنشین میگ-۲۹ و سوخو-۲۷ را بازنشسته کند. پس از بررسی چند پروژه، شرکت سوخو در سال ۱۹۸۲ تصمیم گرفت تا پروژهٔ جدیدی را آغاز کند و آن را اس-۳۷ نامید؛ این پروژه در نهایت به ساخت پیش‌نمونه‌ای با نام سوخو-۴۷ انجامید. پس از فروپاشی شوروی در سال ۱۹۹۱ و به دنبال کاهش بودجهٔ شرکتهای روسی ازجمله شرکت میگ، پروژهٔ میگ ۱٫۴۴ با یک تأخیر بلندمدت روبرو شد که سرانجام پس از ۹ سال دیرکرد، در سال ۲۰۰۰ رسماً پرواز خود را انجام داد. پروژهٔ میگ ۱٫۴۴ نیز کافی نبوده و درنهایت کنسل شد و پروژهٔ جدیدی با نام PAK FA در دستور کار جای گرفت. پروژهٔ پک-فا درنظر داشت تا جنگنده‌ای با توانایی‌های غربی همانند تایفون و اف-۲۲ بسازد. یک مناقصه بین سوخو و میگ برای ساخت جنگندهٔ آیندهٔ روسیه انجام شد که درنهایت شرکت سوخو پیروز شد و قرار بر آن شد تا سوخو یک جنگندهٔ سبک‌وزن و چندمنظوره و مناسب برای انجام عملیات در خط مقدم را برای نیروی دریایی و هوایی روسیه بسازد. این پروژه از سال ۲۰۰۲ تاکنون در دست توسعه است.

### فراهم‌سازی زیرساخت‌ها
در سال ۲۰۰۷ روسیه و هند توافق کردند که به‌طور مشترک یک جنگندهٔ نسل پنجم برای نیروی هوایی هند طراحی کنند. در دسامبر سال ۲۰۱۰ گزارش شد که هندوستان و روسیه با بستن قراردادی به ارزش ۶ میلیارد دلار، طی مدت ۸ تا ۱۰ سال از جنگندهٔ جدید رونمایی خواهند کرد. هند پیشاپیش قرارداد خرید ۱۶۶ فروند جنگنده سوخو-۵۷ تک‌سرنشین و ۴۸ فروند دوسرنشین را امضاء کرد. سپس نظر خود را عوض کرد و تصمیم گرفت ۲۱۴ جنگندهٔ تک‌سرنشین بخرد. ولی در سال ۲۰۱۲ سفارش خود را به ۱۴۴ فروند کاهش داد. در سال ۲۰۱۸ هند رسماً از پروژه هال اف‌جی‌اف‌ای کناره‌گیری کرد و سوخو-۵۷ را فاقد ویژگی‌های رادارگریزی و جنگ الکترونیک دانست و دیدگاه خود را این‌گونه بیان کرد که توانمندی‌های راداری و سنسورهای پیشرفتهٔ سوخو-۵۷ درحد یک جنگندهٔ نسل پنجم امروزی نیستند. هند اعلام کرد از دیرکرد روسیه در زمینهٔ آماده‌سازی سوخو-۵۷ بسیار نااُمید شده و همچنین از میزان پنهان‌کاری سوخو-۵۷ راضی نیست. ناکام ماندن شرکت سوخو در این قرارداد بزرگ، موجب شد که کارشناسان صنعت هوانوردی، آیندهٔ پروژهٔ سوخو-۵۷ را در هاله‌ای از ابهام ببینند. در ژوئیه ۲۰۱۹ روسیه پیشنهاد داد تا هند دوباره به همکاری مشترک در ساخت این جنگنده بازگردد؛ ولی معاون نیروهای مسلح هند، گفت با وجود این‌که نیروی هوایی هند دیگر به سوخو-۵۷ به‌عنوان یک گزینه نگاه نمی‌کند، ولی درصورتی‌که این محصول نهایی شود و به نیروی هوایی روسیه بپیوندد، یک شانس دیگر نیز به این جنگنده خواهد داد و این محصول را یک بار دیگر آزمایش خواهد کرد.

از سوی دیگر نیروی هوایی روسیه تصمیم به خرید بیش از ۱۵۰ فروند را دارد و وزارت دفاع روسیه حتی ۱۱ فروند پیش‌نمونهٔ تولید شده را نیز خریده است و سفارش ۶۰ فروند دیگر از نسخهٔ استاندارد سوخو-۵۷ را به شرکت سوخو داده است. در ماه دسامبر ۲۰۱۴ نیروی هوایی روسیه رسماً اعلام کرد که ۵۵ فروند را تا سال ۲۰۲۰ میلادی به خدمت خواهد گرفت. ولی یک سال بعد در سال ۲۰۱۵ اعلام کرد که این سفارش را به ۱۲ فروند محدود می‌کند و قصد دارد ناوگان بزرگی از هواپیماهای نسل ۴ خود را نگهدارد. هنگامی که دلیل این اقدام را از وزارت دفاع روسیه پرسیدند، مسئولان دلیل را مشکلات اقتصادی روسیه و کمبود بودجهٔ دولتی برای امور نظامی عنوان کردند. در ژوئن سال ۲۰۱۸ میلادی نیروی هوایی رسماً اعلام کرد که تنها ۱۲ فروند سوخو-۵۷ استاندارد می‌خرد تا در مجموع ۲۳ فروند در نیروی هوایی داشته باشد. یوری بوریسوف معاون وزارت دفاع روسیه گفت: 
امروز سوخو-۳۵ یکی از برترین جنگنده‌های جهان است؛ بنابراین دلیلی ندارد که به کار تولید انبوه یک جنگندهٔ نسل پنجم سرعت ببخشیم.
 این گفتهٔ بوریسوف شک و تردیدهایی دربارهٔ آیندهٔ سوخو-۵۷ به میان آورده است و اینگونه برداشت شده که وزارت دفاع روسیه، در سال ۲۰۱۸ فرقی بین سوخو-۳۵ و سوخو-۵۷ قائل نیست و از توانایی‌های سوخو-۵۷ به‌عنوان یک جنگندهٔ نسل پنجم رضایت ندارد. دلیل دیگر این کاهش در سفارش، می‌تواند مشکلات اقتصادی روسیه و همچنین مشکلات موتور فعلی این جنگنده باشد و گمان می‌رود که وزارت دفاع روسیه در انتظار یک نسخهٔ قابل اعتماد از موتور با نام izdeliye 30 باشد تا این موتور به تولید انبوه برسد.

سرانجام در ماه مه ۲۰۱۹ ولادیمیر پوتین اعلام کرد که نیروی هوایی روسیه تا سال ۲۰۲۸ میلادی، ۷۶ فروند از این جنگنده را خواهد خرید. دلیل این علاقه‌مندی این بوده است که شرکت سوخو هزینهٔ تولید و تأمین قطعات سوخو-۵۷ را به میزان ۲۰درصد کاهش داده است تا شمار خریداران افزایش یابد. قرارداد خرید این ۷۶ فروند در ژوئن ۲۰۱۹ امضاء شد. در همان ماه قرارداد تولید مهمات این هواپیما نیز امضاء شد. خط تولید انبوه سوخو-۵۷ برای نخستین بار در ماه ژوئیه ۲۰۱۹ آغاز به‌کار کرد.

#### فهرست پیش‌نمونه‌ها
| نام              | شماره بدنه | توضیحات |
| ---------------- | ---------- | --- |
| T-50-0           | —          | نخستین پیش‌نمونهٔ ایستایی برای آزمایش زمینی (بدون هیچ‌گونه حرکت) |
| T-50-KNS         | —          | نخستین پیش‌نمونهٔ ایستایی آزمایش یکپارچگی بدنه را نیز انجام داد. (بدون هیچ‌گونه حرکت) |
| T-50-1           | ۰۵۱        | نخستین پیش‌نمونهٔ قابل پرواز در ژانویه ۲۰۱۰ پرواز کرد. |
| T-50-2           | ۰۵۲        | دومین پیش‌نمونهٔ قابل پرواز در تاریخ ۳ مارس ۲۰۱۱ پرواز کرد. نخستین پرواز زبرصوت نیز در ماه مارس انجام شد. نخستین پرواز با موتور izdeliye 30 در دسامبر ۲۰۱۷ با همین پیش‌نمونه آزمایش شد.                                                   |
| T-50-3           | ۰۵۳        | سومین پیش‌نمونه در نوامبر ۲۰۱۱ پرواز کرد. در اوت ۲۰۱۲ برای نخستین بار با رادار آرایهٔ اسکنی مجهز شد. |
| T-50-4           | ۰۵۴        | چهارمین پیش‌نمونه قابل پرواز، در دسامبر ۲۰۱۲ برای نخستین بار با یک دست اویونیک کامل پرواز کرد. |
| T-50-5 / T-50-5R | ۰۵۵        | پنجمین پیش‌نمونه که در اکتبر ۲۰۱۳ پرواز کرده بود، در یک پرواز در ماه ۲۰۱۴ به‌شدت در آتش سوخت و پس از تعمیر نام آن به T-50-5R تغییر یافت. R سرواژهٔ "Repaired" به معنی «تعمیر شده» است. پیش‌نمونهٔ تعمیر شده در اکتبر ۲۰۱۵ دوباره پرواز کرد. |
| T-50-6           | —          | این پیش‌نمونه به قطعهٔ یدکی تبدیل شد تا T-50-5 دوباره پرواز کند. |
| T-50-6-1         | —          | دومین پیش‌نمونهٔ ایستایی که تنها برای دومین آزمایش زمینی آماده شد. |
| T-50-6           | —          | آغاز فاز دوم پروژه ششمین پیش‌نمونه (نخستین پیش‌نمونهٔ فاز دوم) در آوریل ۲۰۱۶ پرواز کرد. پوشش بدنه با مواد کامپوزیتی تعویض شد و شکل زیر بدنه، دُم، هَچ‌ها و دریچه‌های هوا نیز عوض شدند.                                                        |
| T-50-8           | ۰۵۸        | هفتمین پیش‌نمونه (دومین پیش‌نمونهٔ پیشرفته فاز دوم) در نوامبر ۲۰۱۶ پرواز کرد. |
| T-50-9           | ۵۰۹        | هشتمین پیش‌نمونه (سومین پیش‌نمونهٔ فاز دوم) در آوریل ۲۰۱۷ پرواز کرد. آزمایش نهایی اویونیک انجام شد و این مجموعهٔ اویونیک در آستانهٔ تولید انبوه قرار گرفت.                                                                                  |
| T-50-10          | ۵۱۰        | نهمین پیش‌نمونه در اوت ۲۰۱۷ پرواز کرد. آزمایش نهایی بدنه انجام شد تا از آمادگی این بدنه برای تولید انبوه اطمینان به‌دست آید. |
| T-50-11          | ۵۱۱        | دهمین پیش‌نمونه در دسامبر ۲۰۱۷ پرواز کرد و قرار است که شماره ۱۱ آخرین پیش‌نمونه باشد. |

## طراحی

طرح ایزومتریک

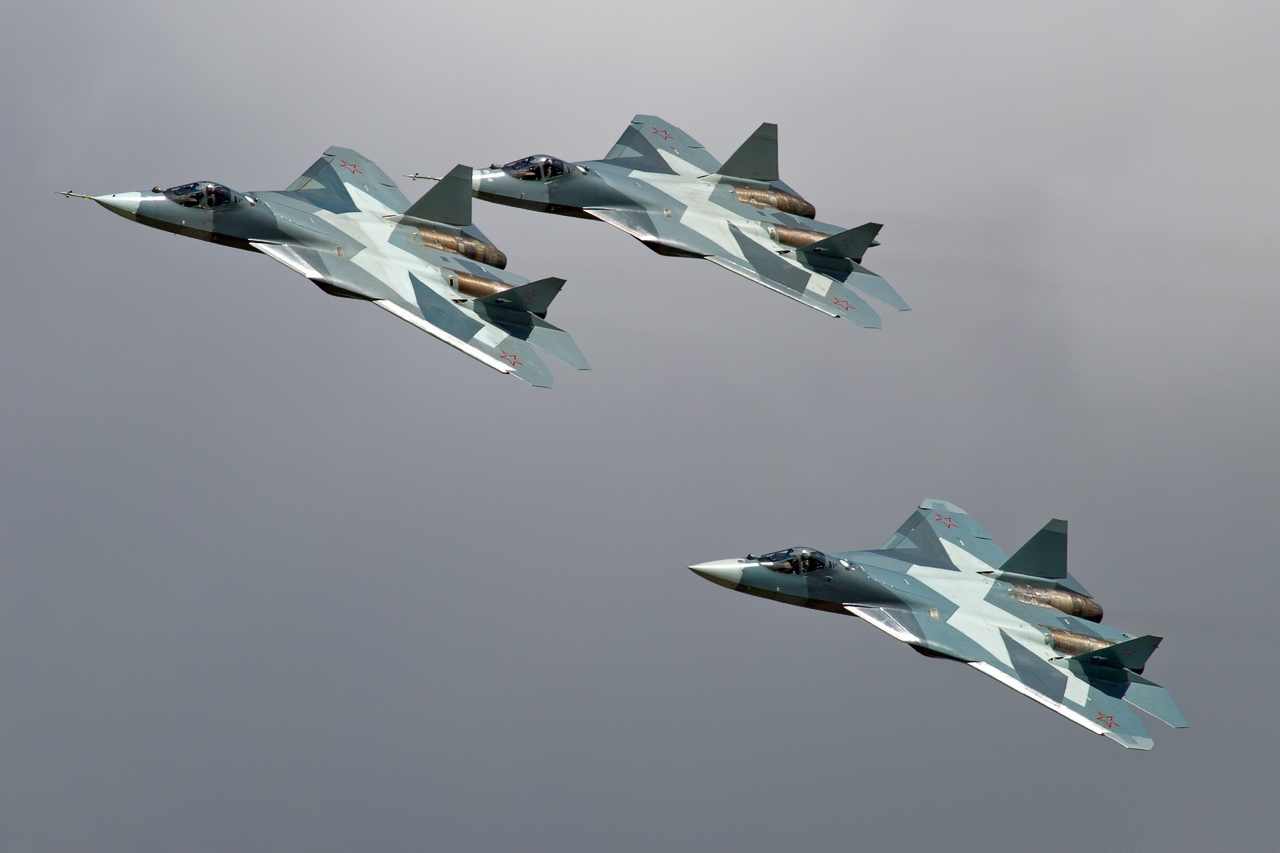

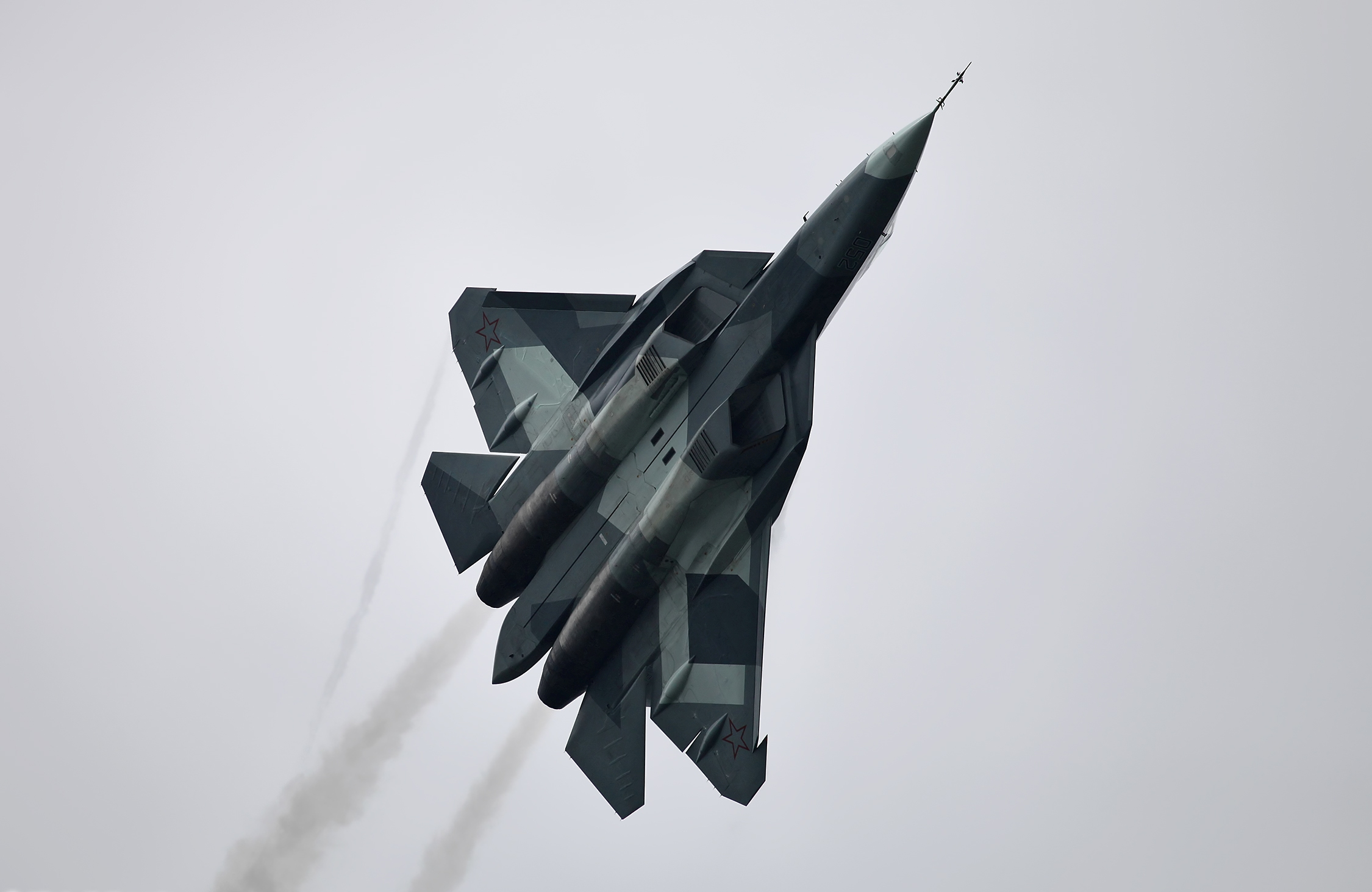

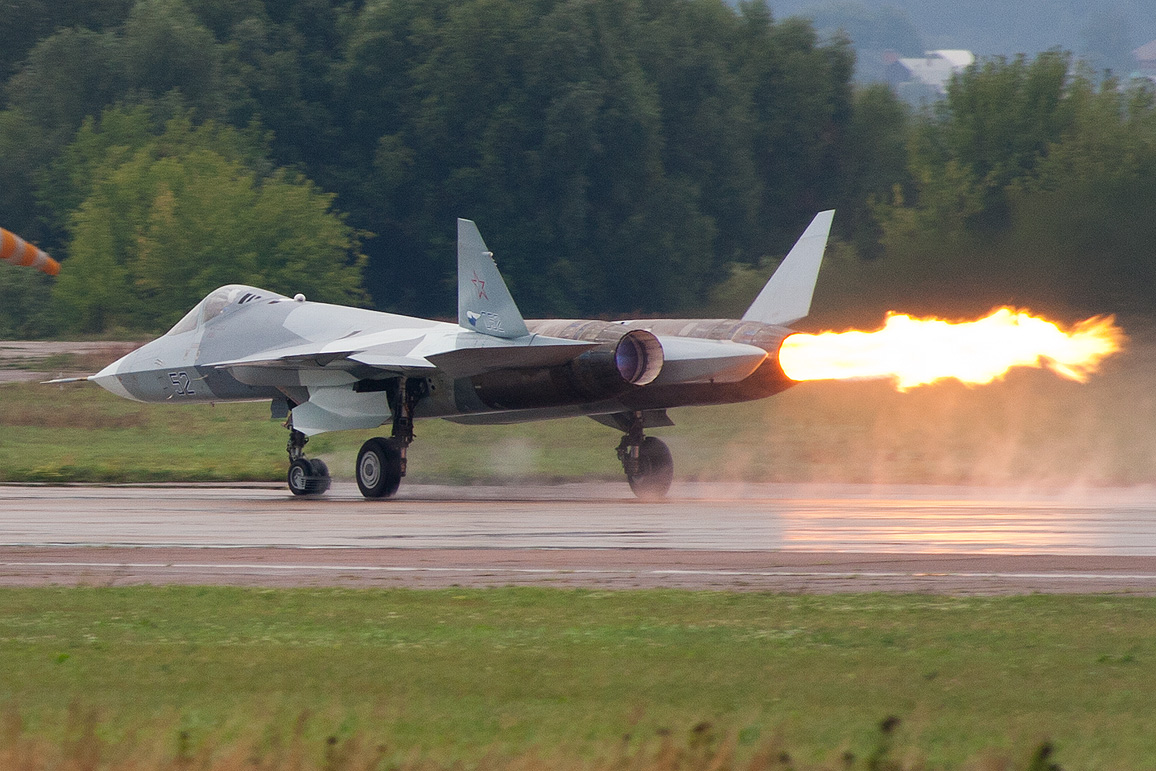
واماندگی کمپرسور موتور AL-41F1 (Izdeliye 117) در نمایشگاه ماکس ۲۰۱۱ (موتور سمت راست)

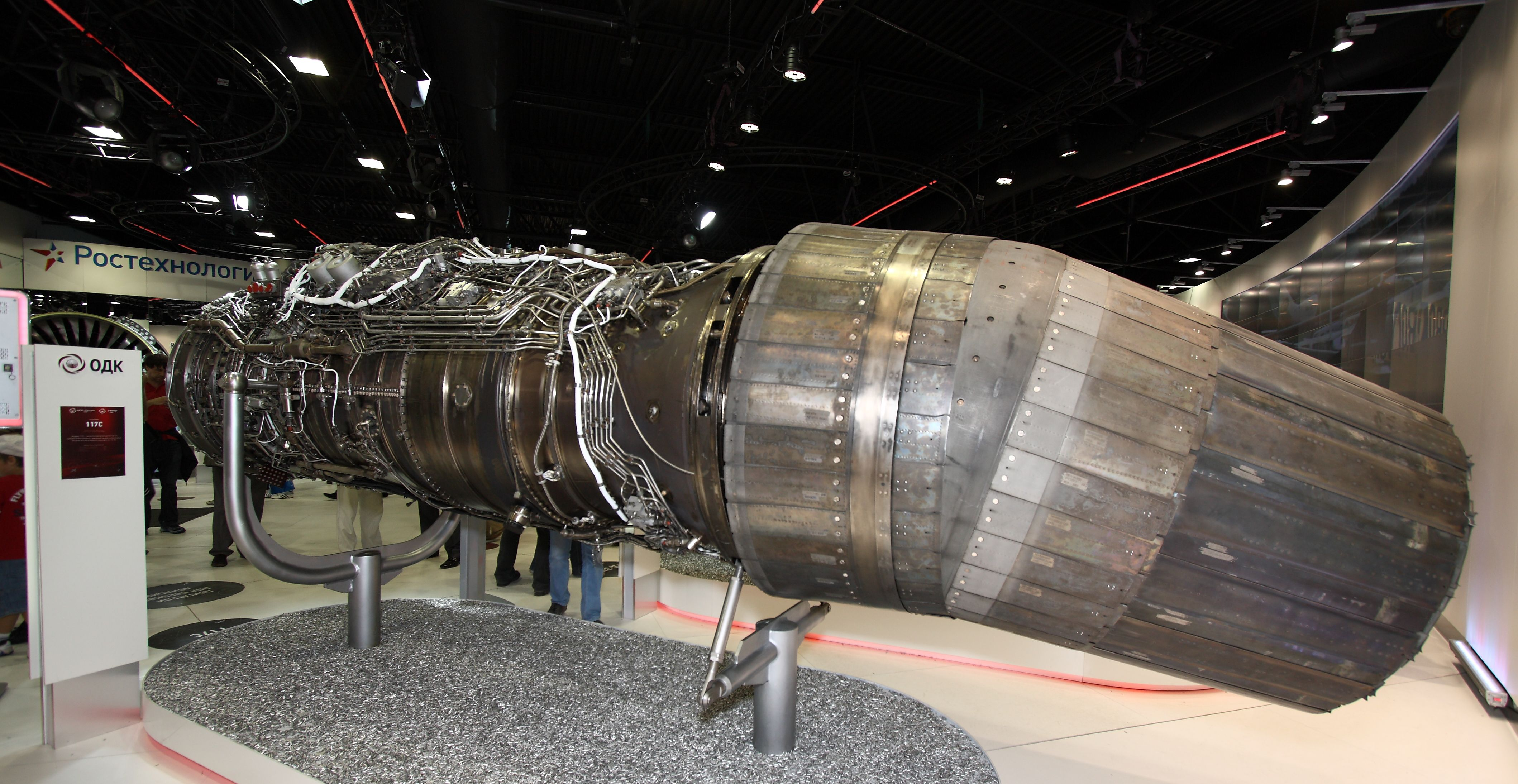
موتور AL-41F1

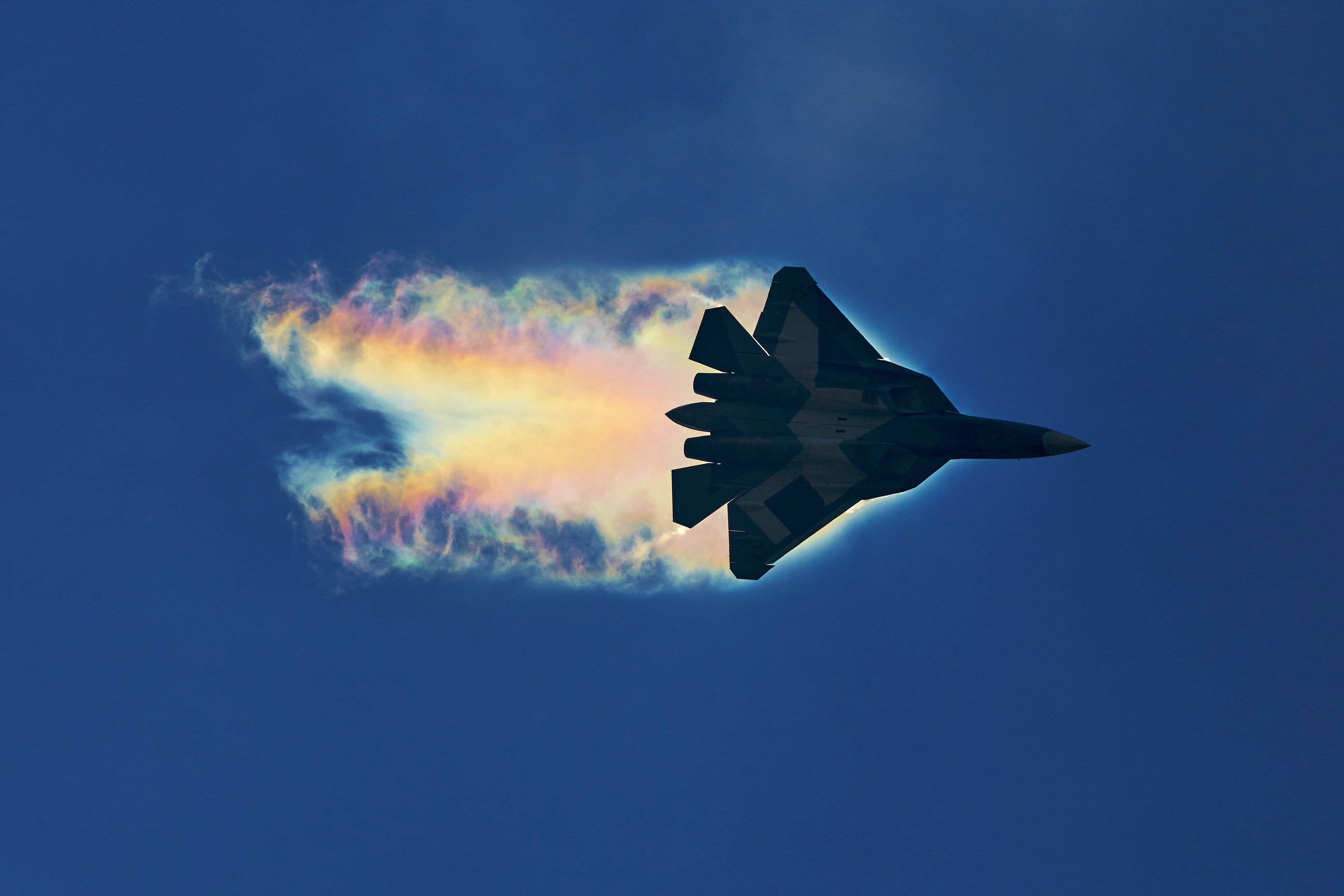
تقطیر ایرودینامیکی نمونه اولیه سوخو-۵۷ در نمایشگاه بین‌المللی MAKS-2015

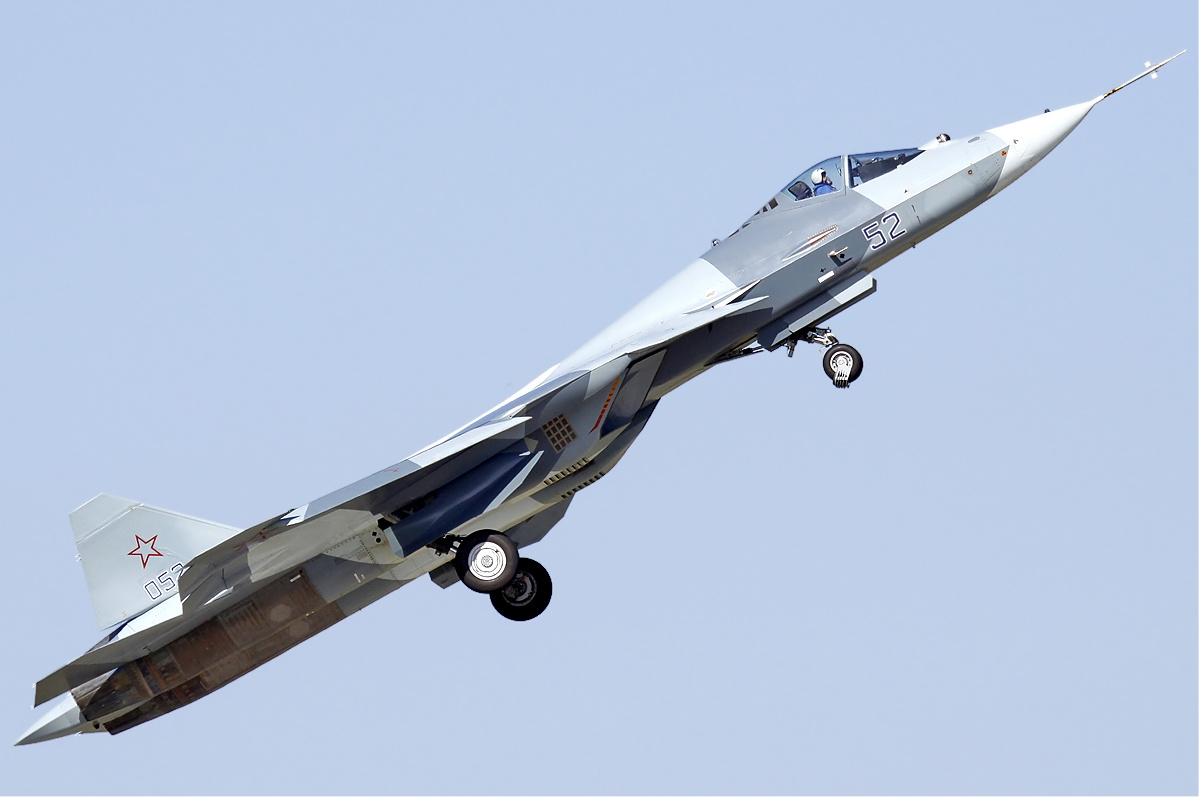
سو-۵۷ در حال اوج‌گیری پس از برخاست

این هواپیما با فناوری «بدنه و بال آمیخته» طراحی شده است که اتصال بدنه با بال‌های آن به‌سادگی مشخص نیست. همهٔ سکانها و بالابرندههای سوخو-۵۷ متحرک هستند. دو سکان عمودی این هواپیما درواقع عمود نیستند و شیب مایل دارند. این دو سکان قابلیت چرخش به درون بدنه را نیز دارند که برای «ترمز هوایی» کاربرد دارد. این جنگنده نیز همانند جنگنده‌های قدیمی سوخو از فناوری جهت‌دهی رانش بهره می‌برد و از افزونه‌های قابل تنظیم بر روی بال‌ها هم برخوردار است که باعث می‌شود زاویهٔ حملهٔ هواپیما رفتار بهتری را از خود نشان دهد. این جنگنده همچنین دارای یک سامانه به نام «بازیابی سریع واماندگی کمپرسور» است که اگر سامانهٔ جهت‌دهی رانش دچار مشکل و خرابی شد، به‌سرعت فشار موتور را تأمین کند. ترکیب کردن نوع پیشرفته‌ای از سامانه کنترل پرواز هواگرد با سامانهٔ جهت‌دهی رانش باعث شده تا ویژگی‌های ابرچابکی و کنترل پایداری در هر دو زمینهٔ دینامیکی گام و انحراف فراهم باشند. این ویژگی باعث می‌شود که سوخو-۵۷ بتواند مانور کبرا و مانور گردش دم را به‌گونه‌ای انجام بدهد که هواپیما کمترین کاهش ارتفاع از زمین را داشته باشد. طراحی بدنه به گونه‌ای است که سوخو-۵۷ را به سرعت ۲ ماخ برساند و همچنین موتورهای نیرومندش توانایی دارند تا بدون استفاده از پس‌سوز، هواپیما را به سرعت فراصوت برسانند. توانایی پیمایش با سرعت‌های بالا در ارتفاع عادی را دارد که باعث می‌شود از نظر سینماتیک نسبت به هواپیماهای نسل پیشین برتری داشته باشد. نرخ صعود سوخو-۵۷ در بازهٔ ۳۳۰ متر بر ثانیه تا ۳۶۱ متر بر ثانیه است. در پیش‌نمونه‌های فاز نخست، ۲۵درصد از وزن بدنه از کامپوزیت ساخته شده بود و ۷۰درصد از سطح بیرونی بدنه نیز کامپوزیت بوده است. در پیش‌نمونه‌های فاز دوم میزان کامپوزیت افزایش یافته است و به گفتهٔ سران شرکت سوخو، یک مدل پهپاد از این هواپیما ساخته شد و توانست در فشار ۱۵ جی تاب بیاورد. مهمات در محفظه بمب نگهداری می‌شوند که این ویژگی موجب می‌شود تا پرواز اَبَرپیمایشی در کیفیت بالاتر و بدون لرزش صورت بگیرد، رادارگریزی بهبود پیدا کند، ضریب پسار و مصرف سوخت کاهش یابند و برد ابرپیمایشی به ۱۵۰۰ کیلومتر برسد که دوبرابر برد ابرپیمایشی سوخو-۲۷ است. سوخو اعلام کرده که این جنگنده مشکلات اف-۲۲ در زمینهٔ کمبود فضای حمل مهمات را ندارد و برخلاف اف-۲۲ دارای جهت‌دهی رانش در راستای انحراف و گردش دینامیک پرواز و همچنین بازیابی واماندگی کمپرسور درصورت بروز مشکل در سامانهٔ جهت‌دهی رانش نیز هست. کابین سوخو-۵۷ نیز همانند سوخو-۳۵ تنها با دو نمایشگر بزرگ ساخته شده و بدون هرگونه عقربهٔ آنالوگ است.

## پنهان‌کاری
در طراحی سوخو-۵۷ تلاش شده تا حد ممکن لبه‌های اجزای بدنه را با یکدیگر همتراز و هم‌راستا بسازند تا بدین گونه سطح مقطع راداری کاهش یابد. در طراحی لبه‌های دندانه‌دار در بدنهٔ هواپیما تلاش شده تا به خوبی لبه‌های زاویه‌دار داشته باشند تا با این روش بتوان بازتاب راداری را تا حد ممکن کاهش داد. ریل‌های بمب‌ها و موشک‌ها درون بدنه جاسازی شده‌اند تا بدنهٔ استوانه‌ای موشک‌ها و بمب‌ها بازتاب راداری را افزایش ندهند. همچنین در صورت عدم استفاده از حسگر جستجو و ردیابی فروسرخ، این حسگر توانایی برگشت به سوی دم هواپیما را دارد و در آن زاویه، از مواد جاذب رادار استفاده شده است تا بازتاب راداری کاهش یابد. برای کاهش سطح مقطع راداری از آرایهٔ کانال اس برای ورودی هوا بهره جسته‌اند. همانند سوپر هورنت در دیواره‌های کانال هوا از مواد جاذب رادار بهره گرفته‌شده تا بدین روش، بازتاب راداری از همهٔ زاویه‌ها کاهش پیدا کند؛ بدنهٔ هواپیما نیز از همین جنس است.
به لطف کاربرد گسترده از پلیمر تقویت شده با الیاف کربن در ساخت سوخو-۵۷، تعداد اجزای این جنگنده ۴ برابر کمتر از اجزای سوخو-۲۷ است و به دلیل کاهش وزن، ساخت و تولید آن سریع‌تر و آسان‌تر خواهد بود. کانوپی این جنگنده از کامپوزیت ساخته شده است و همچنین لایه‌ای از جنس اکسید فلز به ضخامت ۷۰ تا ۹۰ نانومتر بر روی بدنه کشیده شده است تا علاوه بر کاهش بازتاب راداری از سوی محدودهٔ اتاقک خلبان، از جان خلبان در برابر پرتو فرابنفش و تابش گرمایی محافظت کند. ولی در زمینهٔ همترازی بین بخشهای بدنه همانند اف-۲۲ خوش‌ساخت نیست و فاصلهٔ بین قطعات متحرک و میخ‌پرچهای سوخو-۵۷ بهینگی بسیار کمتری نسبت به اف-۲۲ دارند. گرچه در نمایشگاه ماکس ۲۰۱۹ این ساختار بدنه در سوخو-۵۷ بسیار بهینه‌تر از نمونه‌های گذشته شده است. این ویژگی‌ها باعث شدند که سطح مقطع راداری سوخو-۵۷ در بازهٔ ۰٫۱ تا ۱ متر مربع باشد که به میزان چشمگیری کمتر از سطح مقطع راداری در سوخو-۲۷ است که در بازهٔ ۱۰ تا ۱۵ متر مربع تعریف می‌شود؛ با محاسبهٔ این اطلاعات، نسبتی به‌دست می‌آید که سطح مقطع راداری سوخو-۵۷ به میزان ۳۰ بار کمتر از سوخو-۲۷ است. همانند دیگر هواپیماهای پنهان‌کار، سوخو-۵۷ نیز در برابر رادارهایی با بسامد بالا (بین ۳ تا ۳۰ گیگاهرتز) بسیار بهینه است. مباحث پراکندگی رایلی و تشدید فیزیکی شرایطی را فراهم می‌کنند که اگر رادارهای دارای فرکانس پایین با فناوری رادارهای هواشناسی و رادارهای هشدار سریع ترکیب شود، می‌توانند سوخو-۵۷ را به‌دلیل اندازهٔ بزرگی که دارد، به‌راحتی شناسایی کنند؛ ولی چنین رادارهایی امروزه از نظر اندازه بزرگ هستند و حساسیت‌پذیری زیادی نسبت به بازتابش دارند و همچنین غیردقیق هستند.

## موتور
پیش‌نمونه‌های سوخو-۵۷ از دو نوع موتور بهره می‌بردند. در مراحل آغازین پروژه، از یک جفت موتور AL-41F1 بهره می‌برد که به (Izdeliye ۱۱۷) معروف بود. این موتور از نظر خانواده بسیار به Saturn 117S نزدیک است که در جنگندهٔ سوخو-۳۵ به‌کار رفته است. مدل ۱۱۷ نسخهٔ بهبودیافته از موتور ساترن ای‌ال-۳۱ است که در خانوادهٔ سوخو-۲۷ به‌کار می‌رفت. این موتور در حالت خشک، ۹۳ کیلو نیوتون برابر با (۲۱۰۰۰ پوند-نیرو) و با پس‌سوز ۱۴۷ کیلو نیوتون برابر با (۳۳۰۶۷ پوند نیرو) رانش تولید می‌کند که با این حساب درصورت استفاده از این موتور، نسبت نیرو به وزن در سوخو-۵۷ برابر با ۱۰/۵ به ۱ است. (10.5:1) این موتور دارای یک فناوری به نام «کنترل تمام خودمختار دیجیتالی» (FADEC) است که با سامانه کنترل پرواز هواگرد سازگار شده است تا مانورپذیری و فرمان‌پذیری را افزایش دهد. در بالای بخش ورودی هوای موتور، از سطح شیب‌دار بهره بردند تا بازده در سرعت‌های فراصوت افزایش یابد و همچنین از مش‌های جمع‌شونده استفاده شده تا خطرات آسیب جسم خارجی کاهش یابد.
در نمایشگاه هوایی ماکس در سال ۲۰۱۱ یک فروند سوخو-۵۷ به دلیل واماندگی کمپرسور در برخاستن ناکام بود و نتوانست از باند فرودگاه بلند شود. در سال ۲۰۱۴ نیروی هوایی هند به‌شدت از بابت اعتمادپذیری پایین و عملکرد موتور ۱۱۷ ابزار نگرانی کرد.

از سال ۲۰۲۰ به بعد، جنگنده‌ها با موتور قوی‌تری به نام izdeliye 30 تولید می‌شوند که این موتور در مقایسه با مدل ۱۱۷ دارای رانش بیشتر، هزینهٔ کمتر، مصرف سوخت کمتر و شمار قطعات کمتری است. این ویژگی‌ها در کنار اعتمادپذیری بالا و هزینهٔ تعمیر و نگهداری پایین موجب می‌شوند که کارایی سوخو-۵۷ نسبت به همتایان قبلی خود بیشتر باشد. موتور izdeliye 30 به‌گونه‌ای طراحی شده تا ۳۰درصد وزن مخصوص کمتری نسبت به موتور ۱۱۷ داشته باشد. موتور جدید دارای ۱۰۷ کیلونیوتن رانش خشک و ۱۷۶ کیلونیوتن رانش با پس‌سوز است. ساخت موتور جدید (izdeliye 30) در سال ۲۰۱۱ آغاز شد و آزمایش‌های نخست در دسامبر سال ۲۰۱۴ به پایان رسیدند. برای نصب این موتور در جایگاه موتور ۱۱۷، نیاز به تغییرات اندکی در ساختار درونی هواپیما وجود داشت. در زمستان ۲۰۱۷، دو پرواز آزمایشی با موتور جدید انجام شد و سرگِی بوگدان خلبان ارشد محصولات آزمایشی در شرکت سوخو به‌مدت ۱۷ دقیقه با این موتور پرواز کرد. به دلیل این‌که موتور (izdeliye 30) درحال آزمایش بود، تنها از یک موتور در سمت چپ استفاده شد و موتور سمت راست یک موتور ۱۱۷ بود که هرچقدر هم که اعتماد ناپذیر باشد، به‌مراتب از یک موتور آزمایشی امن‌تر است. نازل موتور جدید کمی کوتاه‌تر از موتور ۱۱۷ است. تا تاریخ ۶ دسامبر ۲۰۱۹ شرکت روستخ ۱۶ بار با موتور جدید پرواز انجام داد و این موتور را در شرایط گوناگون به‌ویژه در زمینهٔ اضافه‌بار برگشتی (فشار منفی به موتور)، کیفیت جهت‌دهی رانش و سامانه‌های پمپ روغن بررسی کرد. در فوریه ۲۰۱۸ «یوری بوریسف» معاون وزارت دفاع روسیه گفت:

قضاوت کردن بر روی موتور (izdeliye 30) هنوز کمی دشوار است؛ زیرا این موتور تازه نخستین پرواز خود را انجام داده است؛ اگرچه در نخستین پرواز همه‌چیز نرمال بوده ولی همچنان باید پروازهای بسیار زیادی انجام دهد. طبق قوانین شرکت، آزمایش یک موتور حدود ۲ تا ۳ سال زمان می‌برد.

## گونه‌ها

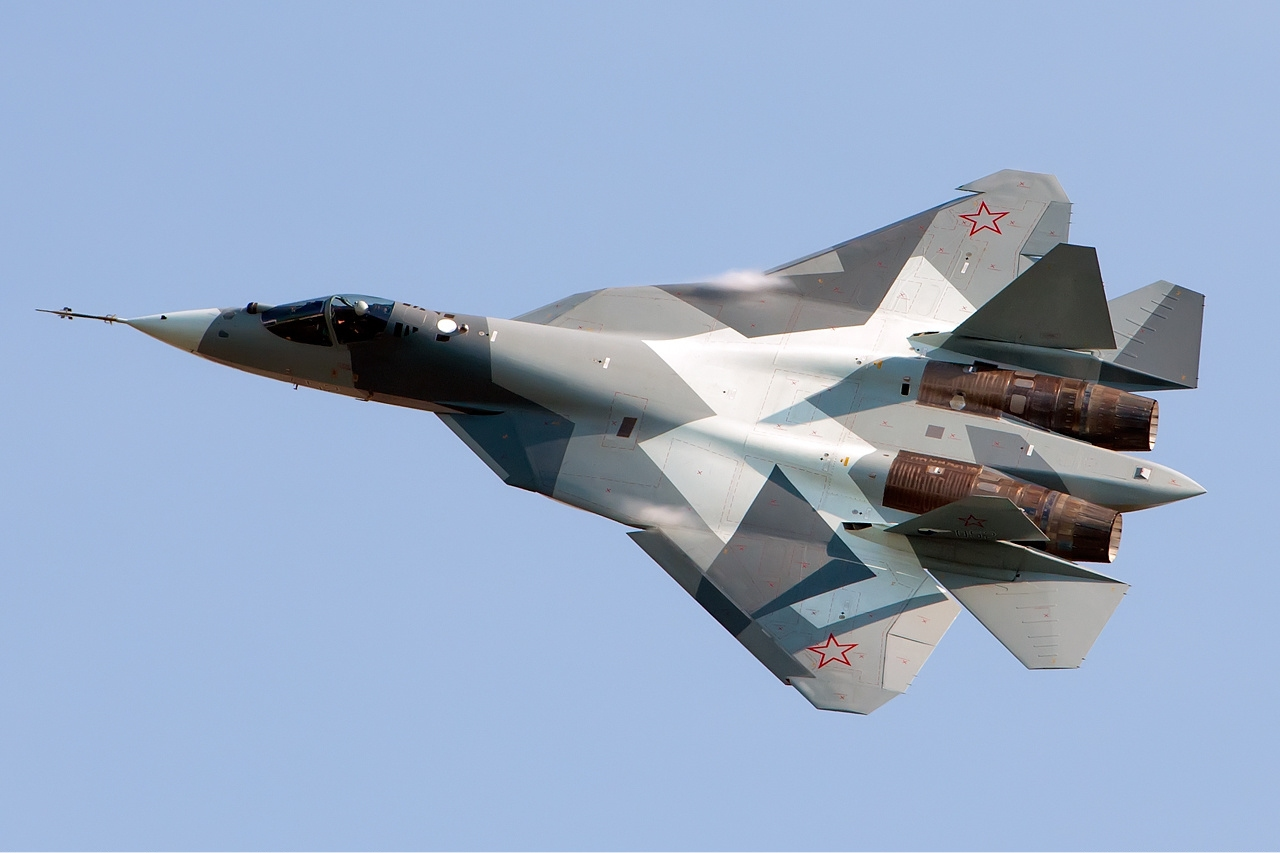
Sukhoi T-50 Beltyukov

#### Su-57 پیش‌نمونه
اولین مدل‌های سوخو-۵۷ بودند که به تعداد ۸ فروند با نام T-50 به‌عنوان پیش‌نمونه ساخته شدند. قرار بود این هواپیماها طبق برنامه در سال ۲۰۲۰ تحویل شوند ولی مشکلات گوناگون ازجمله مشکل موتوری، موجب شد تا تولید انبوه به تعویق بیفتد. این مدل، تولید انبوه نخواهد شد.

#### Su-57E
قرار بود مدل صادراتی سوخو-۵۷ اولیه باشد. این مدل تولید انبوه نشده است.

#### HAL FGFA
سوخو/هال اف‌جی‌اف‌ای یک پروژه مشترک بین روسیه و هند بود. ولی هند از این پروژه کناره‌گیری کرد.

#### Su-57M
یک پروژه برای به‌روزرسانی سوخو-۵۷ آغاز شد تا مشکلات آن برطرف گردند. این پروژه تحت نام Megapolis (مگاپولیس) برای بهبود الکترونیک پرواز، افزایش سادگی در تعمیر و نگهداری و بهبود اعتمادپذیری هواپیما، نوسازی ابزار کنترل درون کابین خلبان و موتور ایزدلی-۳۰ انجام شده است. پروازهای آزمایشی برای سال ۲۰۲۲ برنامه‌ریزی شده بودند و اگر برنامه درست پیش برود، خط تولید در حدود سال ۲۰۲۵ راه‌اندازی خواهد شد و این هواپیما Su-57M نام خواهد گرفت. حرف ام سرواژهٔ «مگاپولیس» است. مدل M در مقایسه با پیش‌نمونهٔ سوخو-۵۷ که دارای دو نمایشگر بزرگ بود، یک نمایشگر یکپارچه خواهد داشت.

## پیشینهٔ عملیاتی

### ارزیابی عملیاتی در سوریه

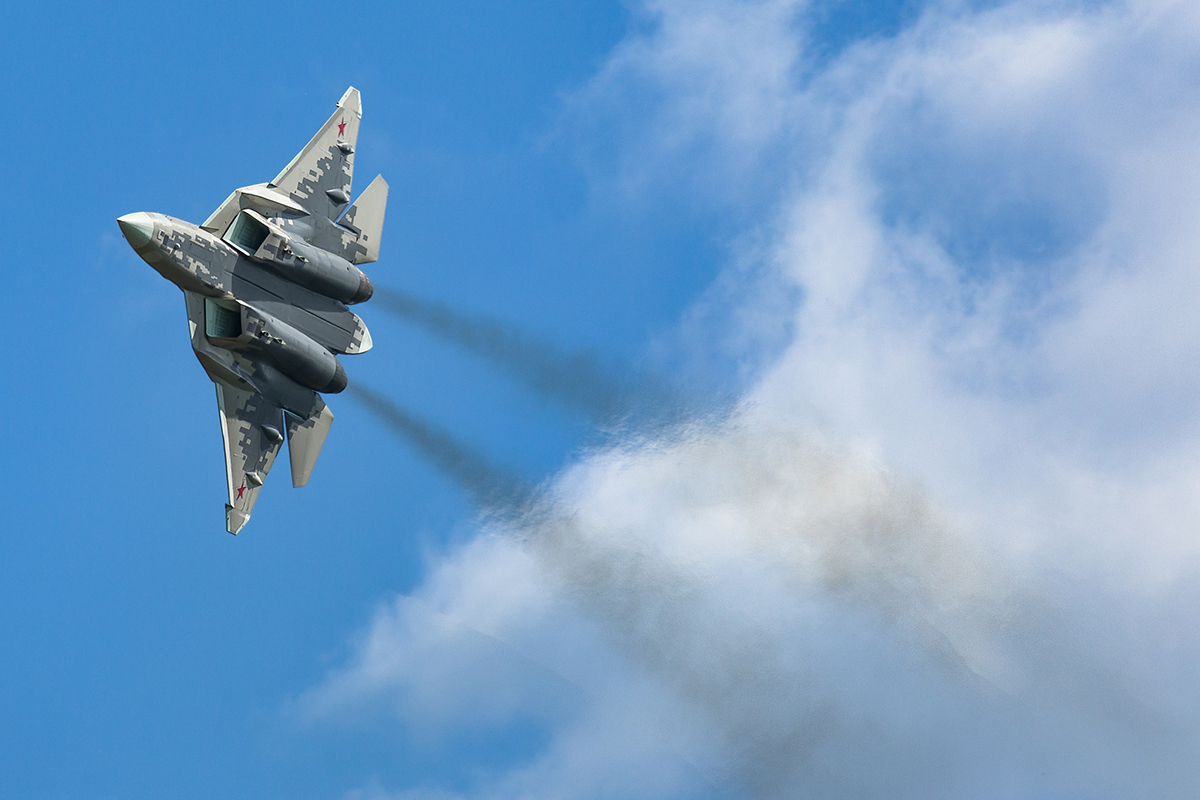

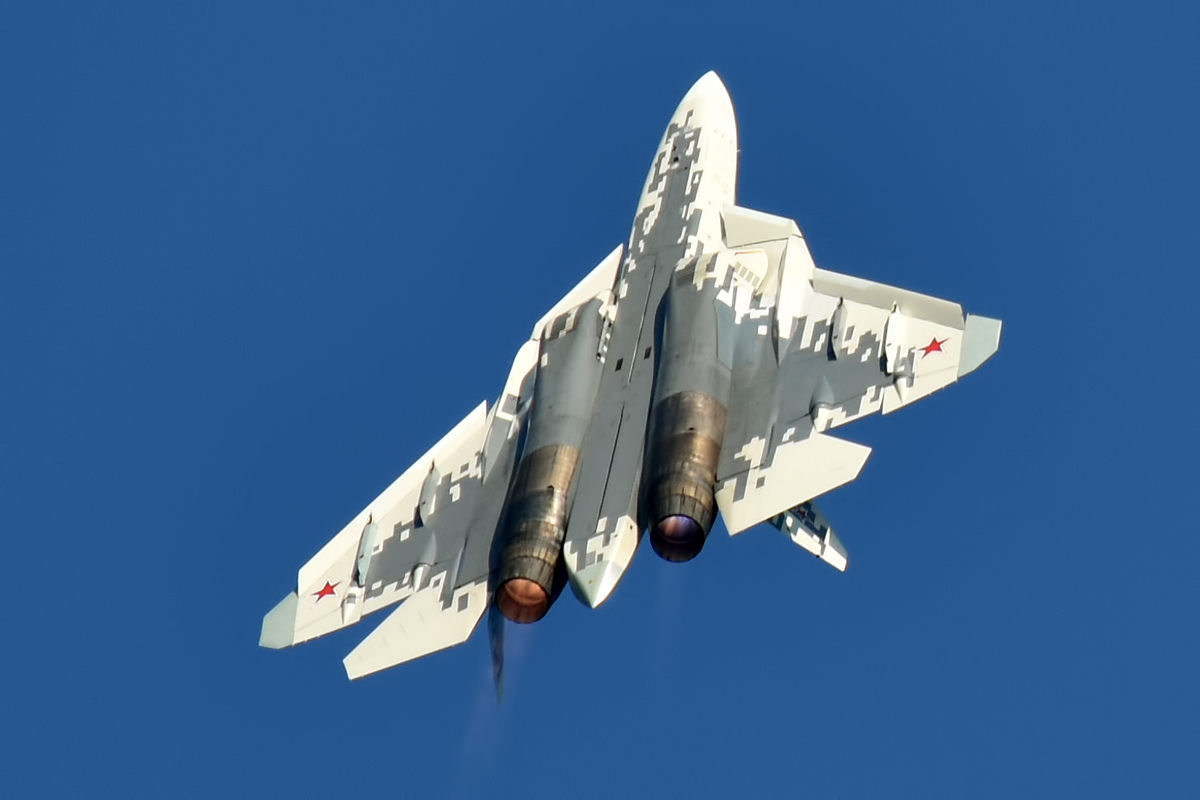

در ۲۱ فوریه ۲۰۱۸ شمار ۲ فروند سوخو-۵۷ در پایگاه هوایی حمیمیم فرود آمدند. در این گروه، چهار فروند سوخو-۳۵، چهار فروند سوخو-۲۵ و یک فروند آواکس برییف آ-۵۰ نیز حضور داشتند سه روز بعد نیز دو فروند سوخو-۵۷ به پایگاه رسیدند تا در مجموع با چهار فروند آزمایش‌ها انجام شوند. برخی از منتقدان این اعزام را ریسکی نامیدند؛ زیرا پایگاه حمیمیم صحنهٔ حملات پهپادی بوده است. طبق گفتهٔ «ویکتور بارانِت»، سوخو-۵۷ مأموریت خود را «بسیار عالی» در منازعه ریف دمشق انجام داده است. در مارس ۲۰۱۸ وزیر دفاع روسیه سرگئی شویگو گفت که چهار فروند سوخو-۵۷ در سوریه بودند و ارزیابی‌های رزمی بر روی این هواپیما انجام شده است. وزارت دفاع روسیه افزود در این مأموریت سوخو-۵۷ یک موشک کروز از نوع Kh-59 نیز پرتاب کرده است. همچنین ۱۰ بار پرواز بر فراز آسمان سوریه انجام شده است.

### تهاجم روسیه به اوکراین (۲۰۲۲)
منابع روسی ادعا می‌کنند که جنگنده‌های سوخو-۵۷ دو یا سه هفته پس از آغاز تهاجم روسیه به اوکراین در سال ۲۰۲۲ برای هدف قرار دادن اهدافی خارج از منطقهٔ فعالیت پدافند هوایی اوکراین مورد استفاده قرار گرفتند. در این تهاجم، سایر هواپیماهای روسی نیز عمدتاً محدود به حریم هوایی روسیه هستند.

## خریداران احتمالی

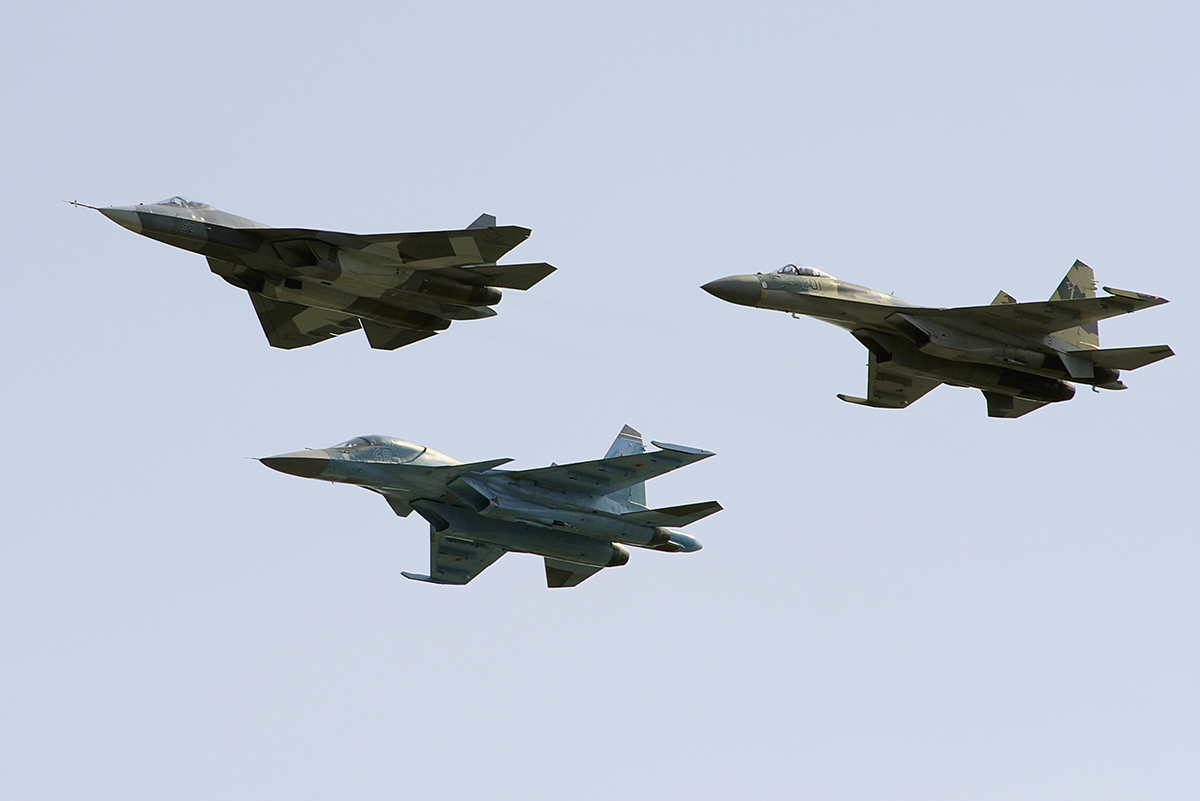
سوخو-۵۷، سوخو-۳۴ و سوخو-۳۵

در ماه مه ۲۰۱۸ گزارش شد که ممکن است ترکیه به دلیل خرید سامانهٔ اس-۴۰۰ از داشتن اف-۳۵ محروم شود. در این‌صورت شاید به سوی سوخو-۵۷ گرایش پیدا کند. درگیری‌های لفظی بر سر این موضوع مدتی ادامه داشته و در ژوئیه ۲۰۱۹ ایالات متحده آمریکا، رسماً ترکیه را از پروژهٔ اف-۳۵ محروم کرد و قطعات مورد نیاز را از سوی دیگر کشورهای شریک خود تأمین خواهد کرد. در ماه مه ۲۰۱۹ روسیه آمادگی خود برای راه‌اندازی خط تولید سوخو-۵۷ در ترکیه را اعلام کرده است. در اوت ۲۰۱۹ رجب طیب اردوغان تأیید کرد که صحبت‌هایی درمورد سوخو-۵۷ بین روسیه و ترکیه در نمایشگاه ماکس انجام شده است. با این‌حال، اردوغان در ۷ فوریهٔ ۲۰۲۰ اعلام کرد که جایگزین اف-۳۵ سوخو-۵۷ روسی نخواهد بود، بلکه هواپیمای نسل پنجم داخلی ترکیه، جنگنده تی‌اف-ایکس خواهد بود.
در نمایشگاه هوایی دبی نیز گفتگوها بر سر بومی‌سازی قطعات این هواپیما در کشورهای میزبان همانند امارات متحده عربی و هند و ترکیه انجام شده است.
در دسامبر ۲۰۱۹ در خلال نمایشگاه هوایی ماکس ۲۰۱۹، کشور الجزایر علاقه‌مندی خود را برای خرید ۱۴ فروند نشان داده است. الجزایر قرار است نخستین سوخو-۵۷ خود را در سال ۲۰۲۸ دریافت کند. همچنین عراق نیز تمایل دارد که جنگنده سوخو-۵۷ را از روسیه بخرد.
سوخو می‌گوید که مزیت اصلی صادرات پک‌فا هزینهٔ کمتر آن نسبت به جنگنده‌های نسل پنجم کنونی ایالات متحده است. گزارش شده است که روسیه سوخو-۵۷ را برای نسل بعدی جنگندهٔ جت کره جنوبی پیشنهاد می‌کند. آژانس تدارکات دفاعی کرهٔ جنوبی تأیید کرد که سوخو-۵۷ کاندیدای هواپیمای جنگندهٔ نسل بعدی نیروی هوایی جمهوری کره است. با این‌حال، سوخو پیشنهادی را تا مهلت تعیین شده در ژانویهٔ ۲۰۱۲ ارائه نکرد. در سال ۲۰۱۳، روسیه به برزیل پیشنهاد مشارکت و تولید مشترک یک جنگندهٔ نسل بعدی مبتنی بر سوخو-۵۷ را ارائه داد. برزیل به‌جای سوخو-۵۷ روسی و رافال فرانسوی، قراردادی را با گروه سوئدی ساب امضا کرد تا ۳۶ فروند جنگندهٔ گریپن ئی را برای نیروی هوایی برزیل تولید کند.

## سانحه‌ها
- در سال ۲۰۱۴ پنجمین پیش‌نمونهٔ سوخو-۵۷ به دلیل نقص فنی و آتش‌سوزی گسترده، آسیب‌های بسیاری دید. خلبان این هواپیما بدون آسیب دیدگی موفق به فرار شد و شرکت سوخو اعلام کرد که این حادثه منجر به عقب افتادن پروژه نمی‌شود و هواپیمای آسیب دیده تعمیر خواهد شد. این هواپیما در اکتبر ۲۰۱۵ دوباره پرواز کرد.[۱۲۷][۱۲۸]
- در ۲۴ دسامبر ۲۰۱۹ نخستین سوخو-۵۷ تولید انبوه شده، در خاباروفسک روسیه درحالی‌که در سامانه‌های کنترلی‌اش دچار مشکل شده بود سقوط کرد. این اشکال در ارتفاع ۸۰۰۰ متری از سطح زمین رخ داد و هواپیما را تا ارتفاع ۲۰۰۰ متری از سطح زمین به پایین کشید. خلبان در ارتفاع ۲۰۰۰ متری مجبور به فعال‌سازی صندلی‌پران و ایجکت شد.[۱۲۹] خلبان بدون آسیب‌دیدگی به‌وسیلهٔ یک بالگرد به پایگاه برگردانده شد.[۱۳۰][۱۳۱][۱۳۲][۱۳۳][۱۳۴]

## کاربران
نیروی هوافضای روسیه
 روسیه
- نیروی هوافضای روسیه - ۲۲ فروند در ناوگان دارد[۱۳۵][۱۳۶] و ۷۷ فروند دیگر نیز سفارش داده است.[۴۲][۱۳۷][۱۳۸][۱۳۹][۱۴۰] تحویل تا سال ۲۰۲۸ انجام خواهد شد.[۱۳۷]

## مشخصات
داده‌ها از Aviation News, Aviation Week, Air International, Combat Aircraft
ویژگی‌های عمومی
- خدمه: ۱
- طول: ۲۰٫۱ متر (۶۵ فوت ۱۱ اینچ)
- پهنای بال: ۱۴٫۱ متر (۴۶ فوت ۳ اینچ)
- ارتفاع: ۴٫۷۴ متر (۱۵ فوت ۷ اینچ)
- مساحت بال‌ها: ۷۸٫۸ متر مربع (۸۴۸ فوت مربع)
- وزن خالی: ۱۸٬۰۰۰ کیلوگرم (۳۹٬۶۸۳ پوند)
- وزن ناخالص: ۲۵٬۰۰۰ کیلوگرم (۵۵٬۱۱۶ پوند) وزن مأموریت معمولی، ۲۹٬۲۷۰ کیلوگرم با بیشینهٔ مهمات
- بیشترین وزن برخاست: ۳۵٬۰۰۰ کیلوگرم (۷۷٬۱۶۲ پوند)
- ظرفیت سوخت: ۱۰٬۳۰۰ کیلوگرم (۲۲٬۷۰۰ پوند) باک درونی
- پیشرانه: ۲ عدد توربوفن (117) AL-41-F1 (در مراحل نخست پروژه) ۹۳٫۱ کیلو نیوتن خشک و ۱۴۷٫۲ کیلونیوتن با پس‌سوز
- پیشرانه: ۲ عدد توربوفن izdeliye 30 (در ادامهٔ پروژه) ۱۰۷٫۹ کیلونیوتن خشک و ۱۷۶٫۶ کیلونیوتن با پس‌سوز

عملکرد
- حداکثر سرعت: ۲ (۲٬۱۲۰ کیلومتر درساعت) در ارتفاع بالا
  - ابرپیمایشی: ماخ ۱٫۶ (۱٬۷۱۰ کیلومتر درساعت) در ارتفاع بالا ماخ
- بُرد: ۳٬۵۰۰ کیلومتر (۲٬۲۰۰ مایل، ۱٬۹۰۰ مایل دریایی) با سرعت زیرصوت ۴۵۰۰ کیلومتر به‌همراه دو مخزن سوخت بیرونی
  - برد زبرصوت: ۱٬۵۰۰ کیلومتر
- حداکثر ارتفاع: ۲۰٬۰۰۰ متر (۶۶٬۰۰۰ فوت)
- حد شتاب جی: +۹٫۰
- بارگیری بال: ۳۱۷ کیلوگرم بر متر مربع (۶۵ پوند بر فوت مربع) وزن عادی مأموریت
- نیرو/وزن: ** ۱٫۰۲ با موتور AL-41F1 (1.19 با وزن مأموریت معمولی)
  - ۱٫۱۵ تا ۱٫۲ با موتور izdeliye 30 (1.36 با وزن مأموریت معمولی)

## در رسانه‌ها
سوخو-۵۷ در فیلم تاپ گان: ماوریک به‌عنوان هواپیمای مورد استفاده توسط کشور بدون نام متخاصم ظاهر شده است. که آن کشور جنگنده تامکت را هم در اختیار داشت

## نگارخانه

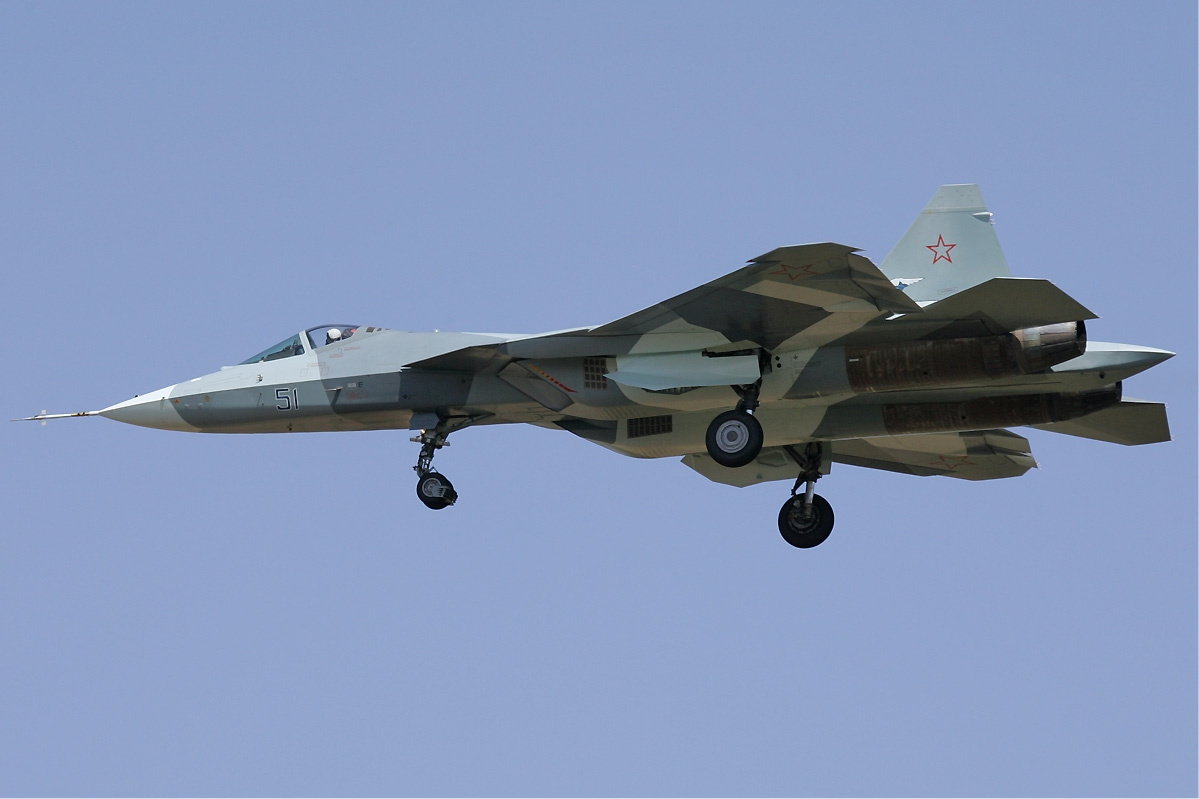
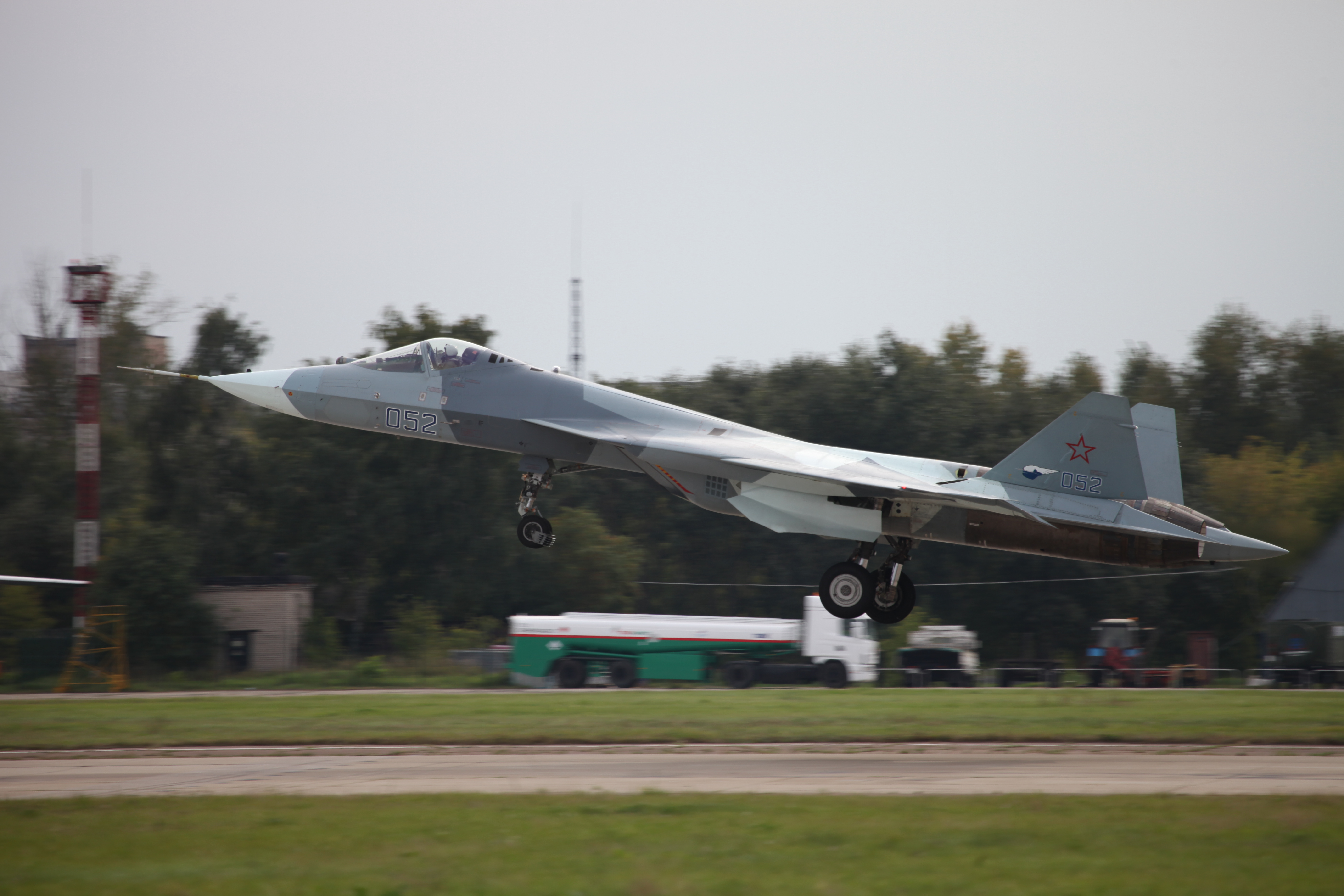
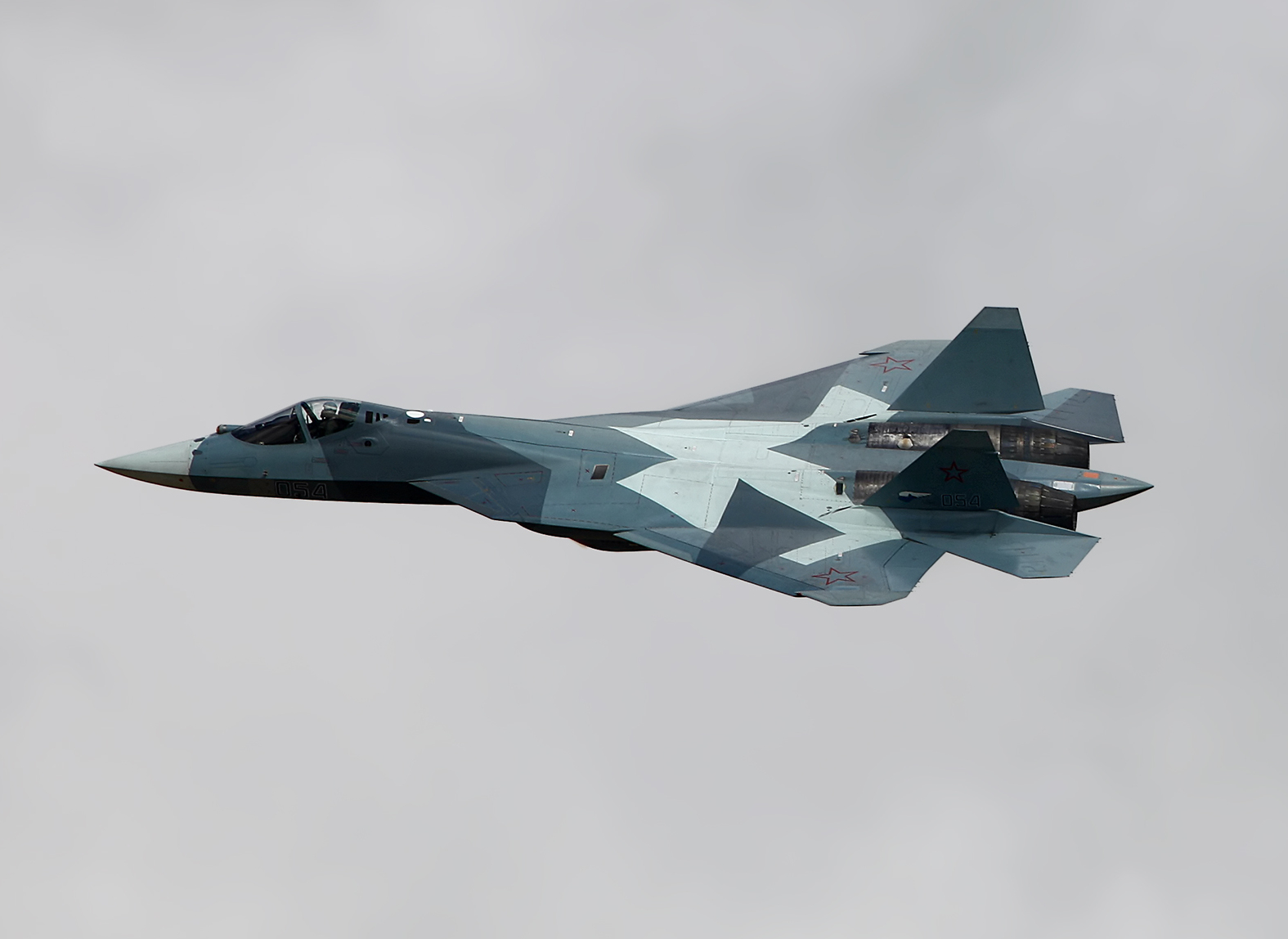
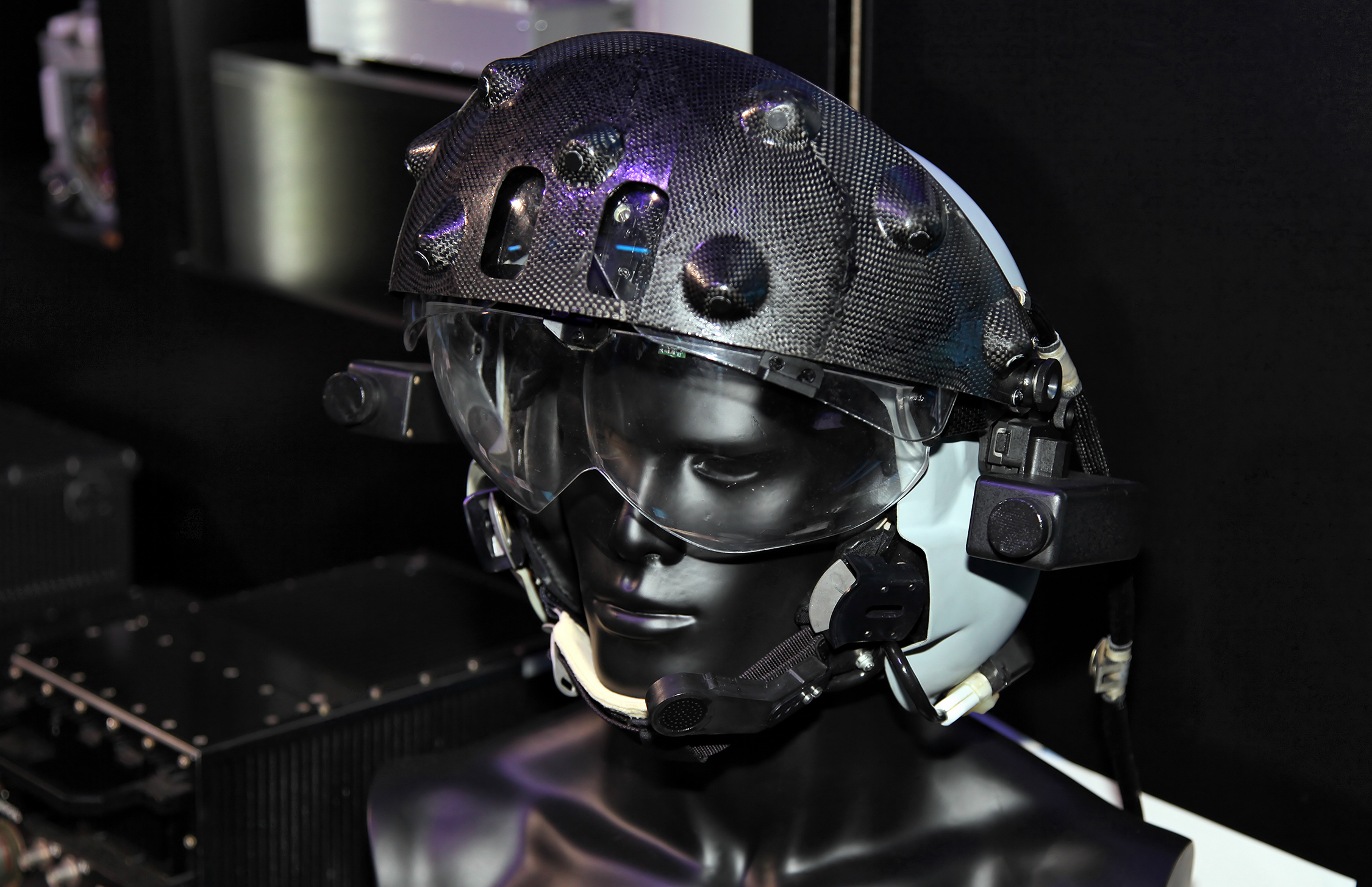
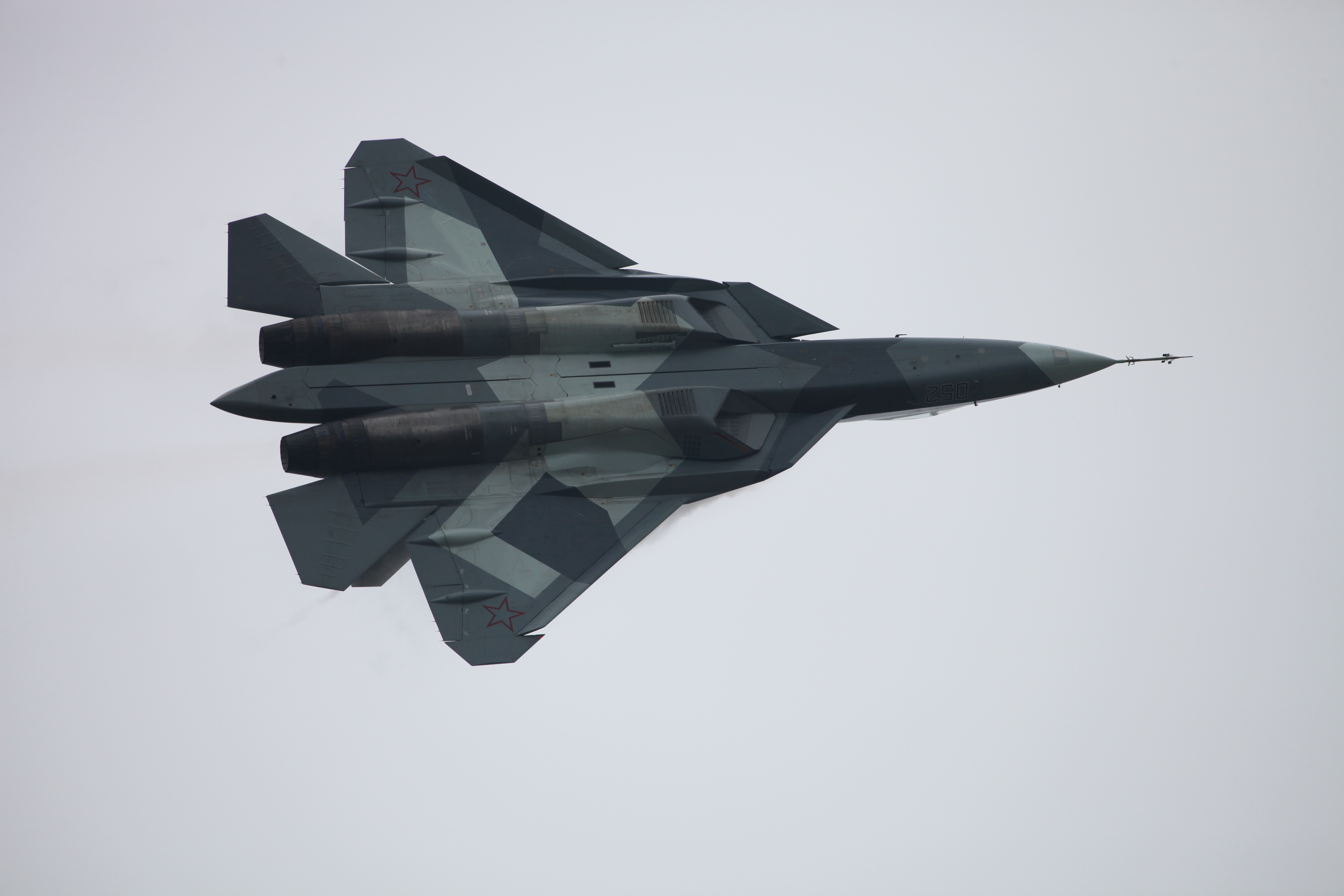
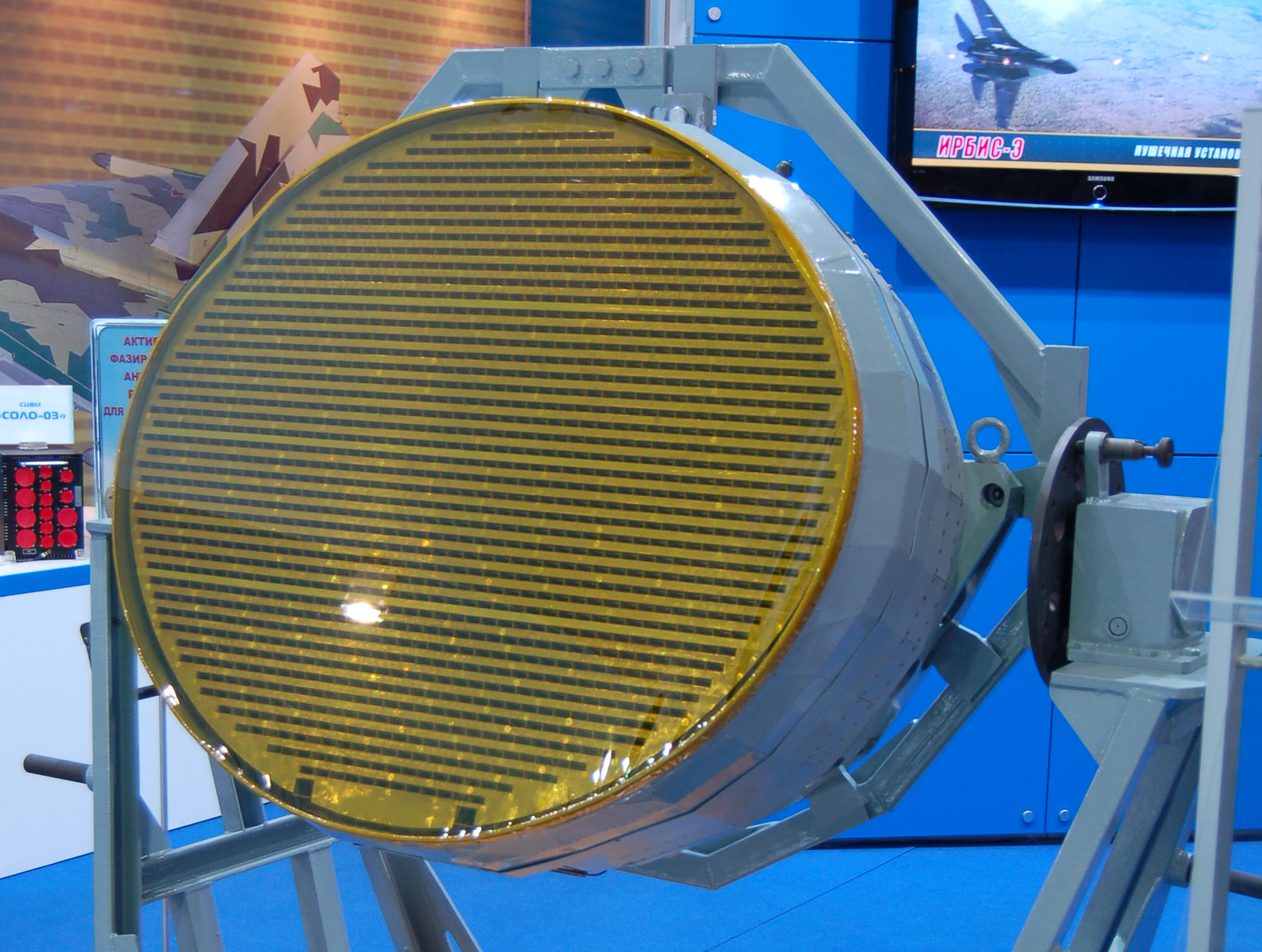
NIIP N036-1-01 X-band AESA radar
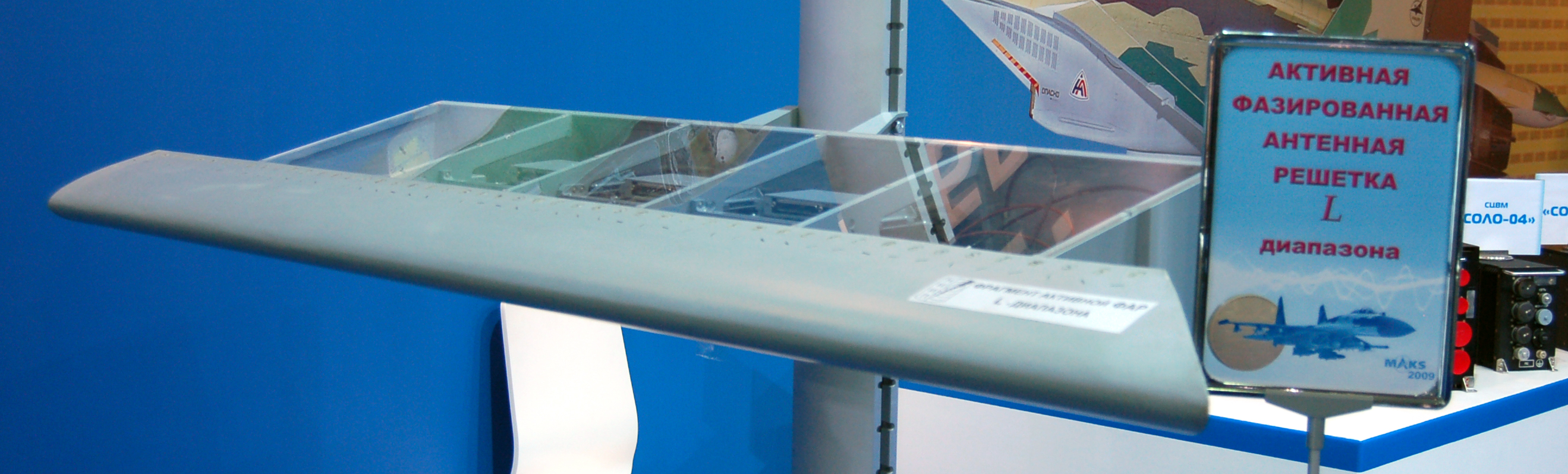
N036L-1-01 L-band AESA radar
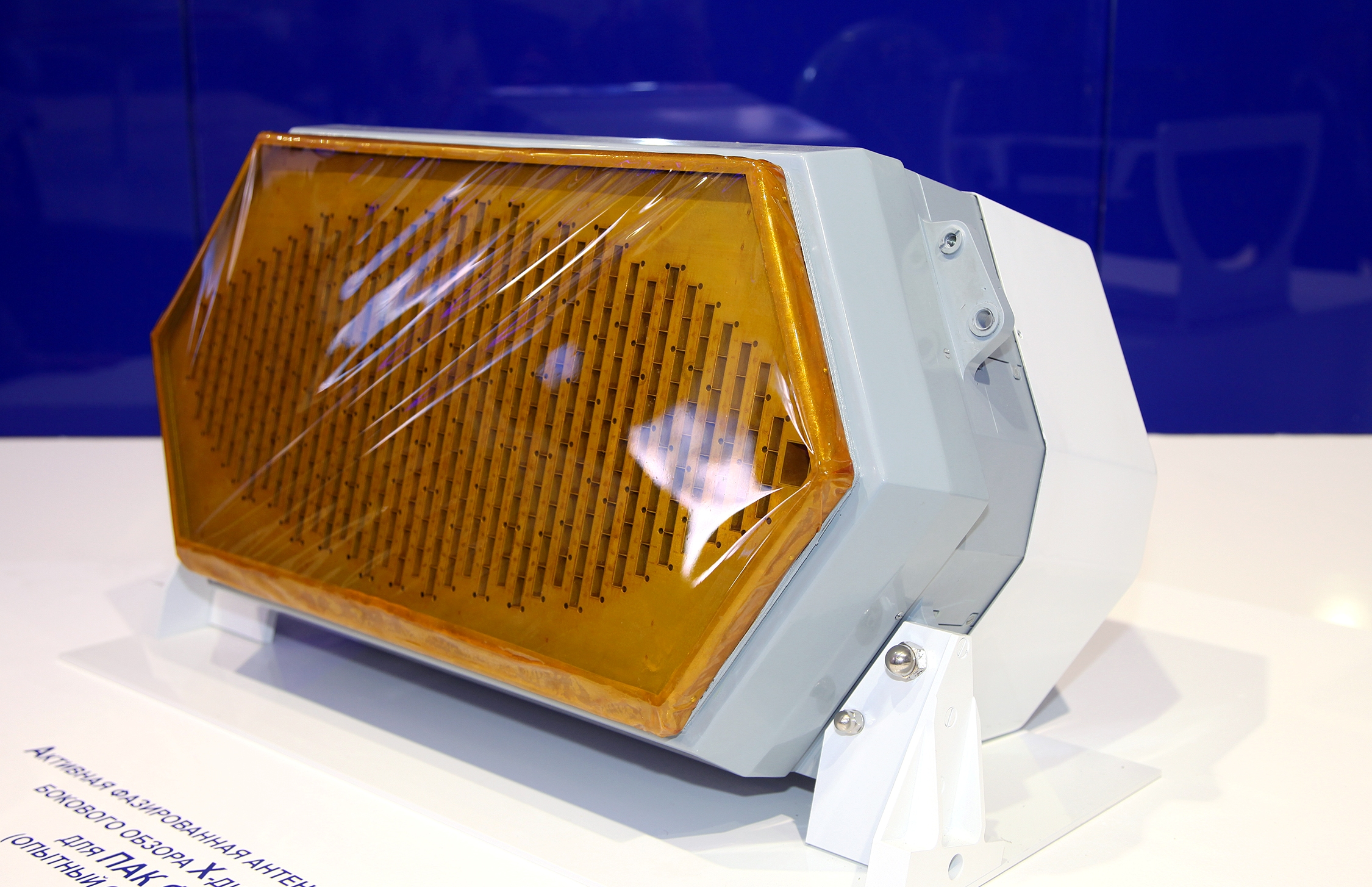
N036B-1-01 X-band AESA radar
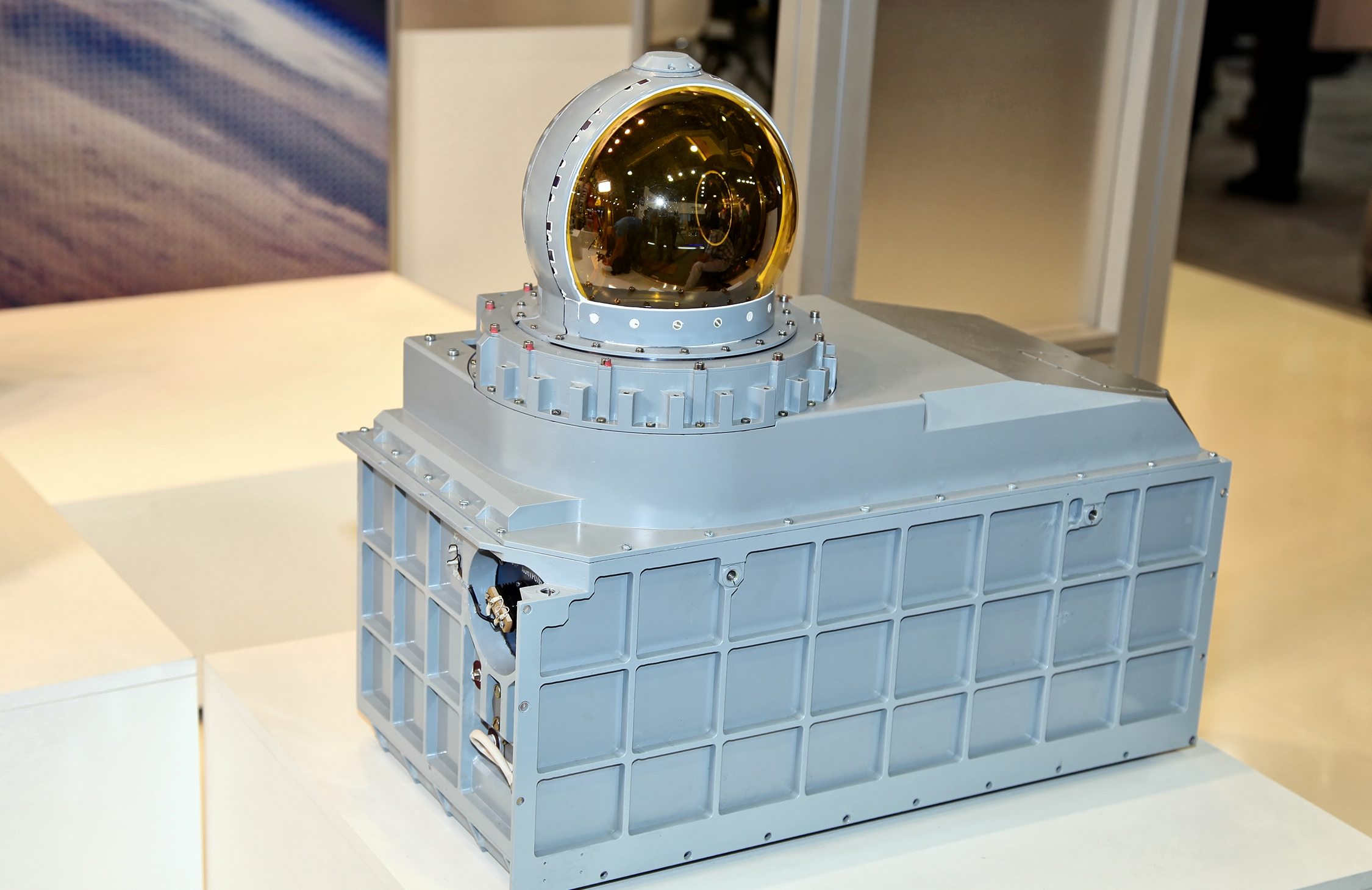
101KS-V infra-red search and track
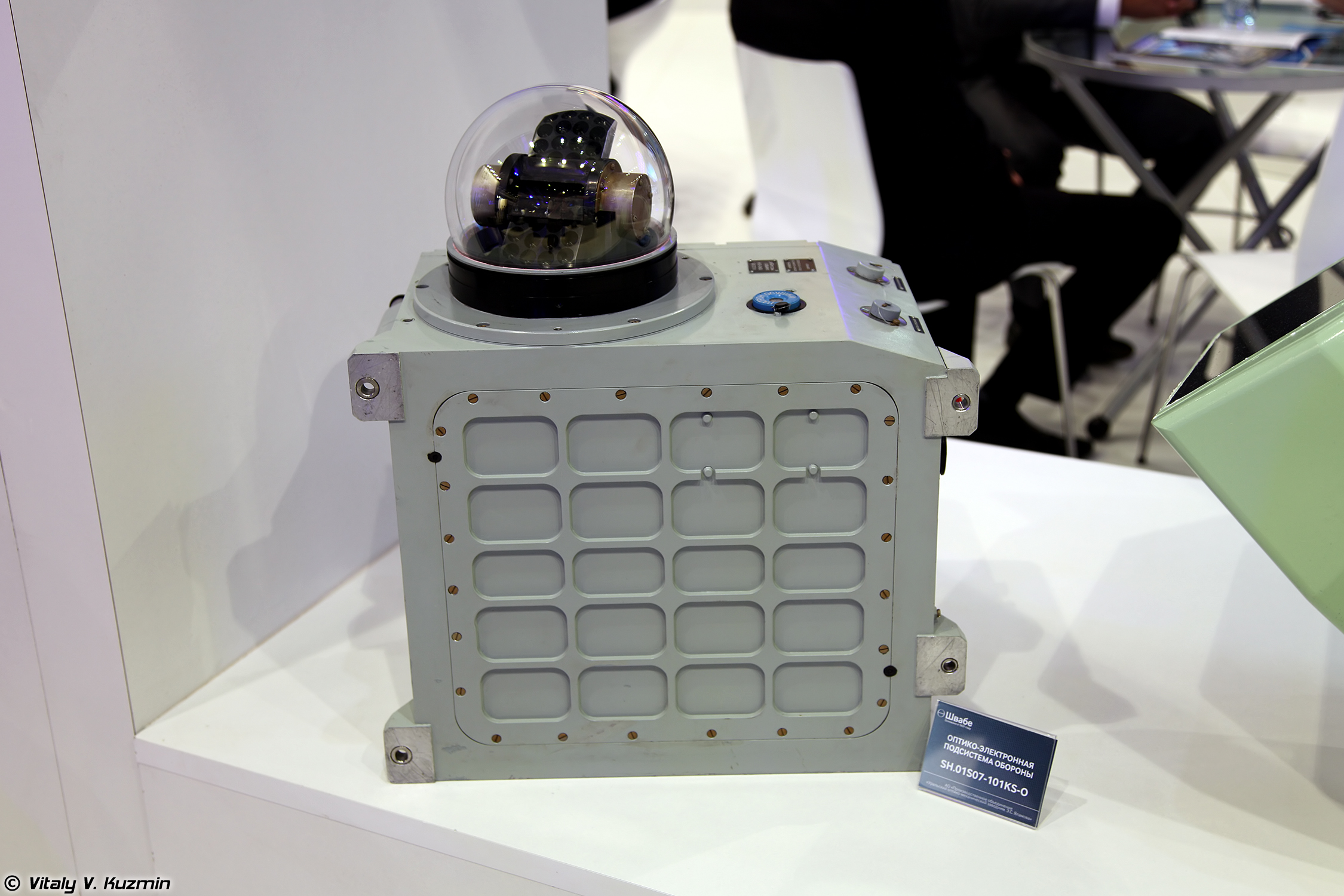
101KS-O DIRCM turret
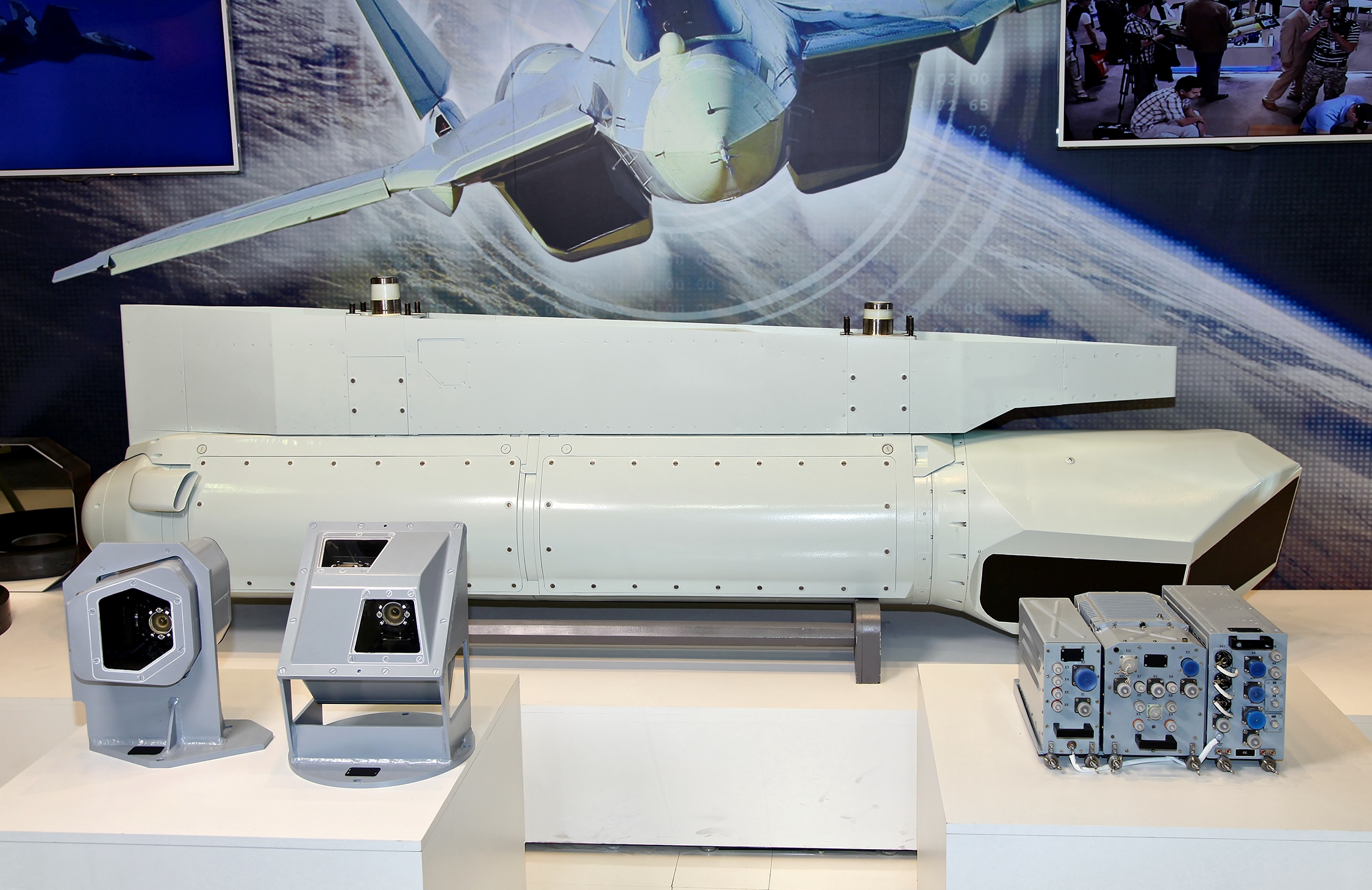
101KS-N Targeting pods and 101KS-U ultraviolet warning sensors and N036UVS computer and processor
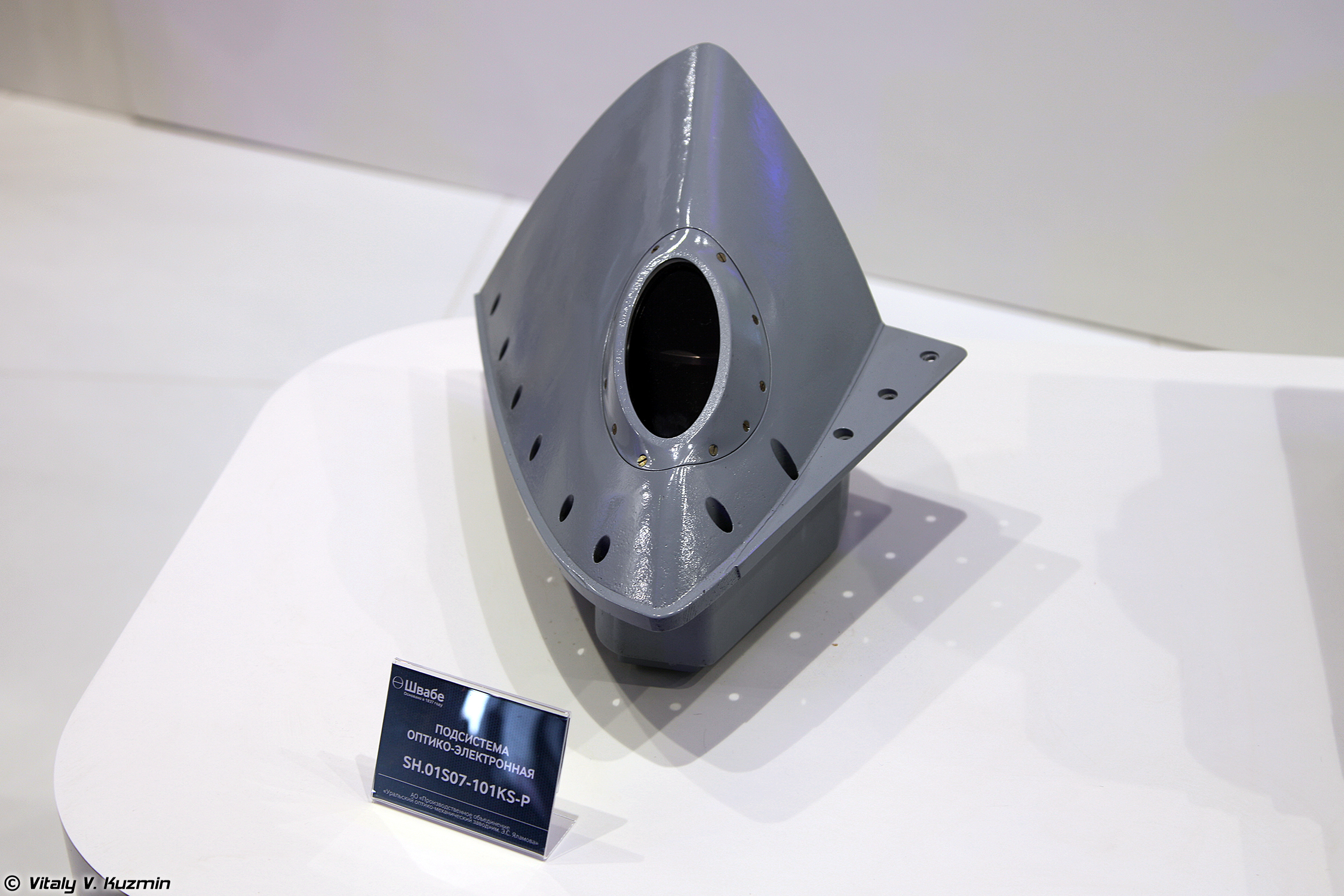
101KS-P low flight/nighttime landing assistance device, to be installed in front of the wingroot weapon bay